# Unidade de disco rígido

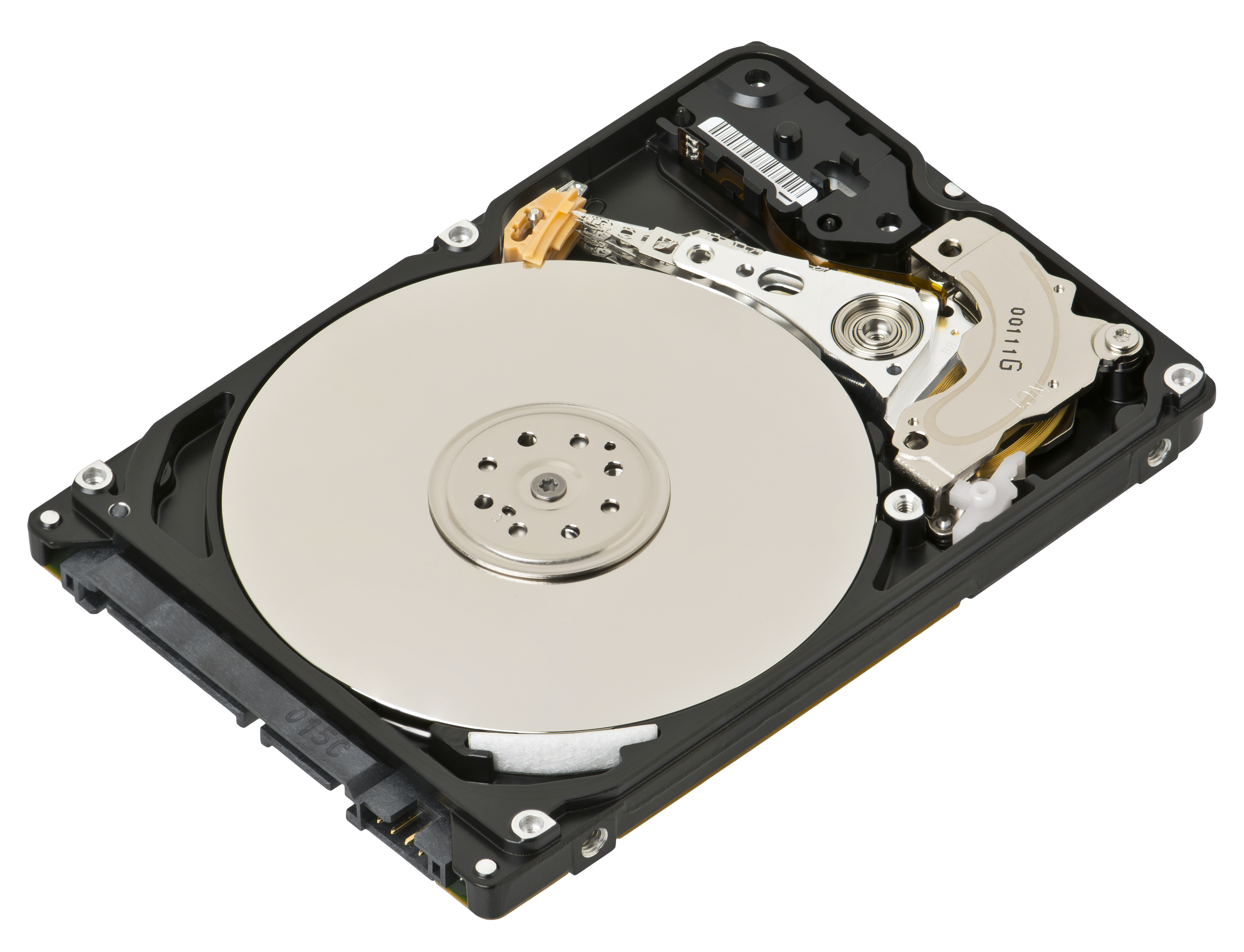
Partes internas de uma unidade de disco rígido de laptop de 2,5 polegadas

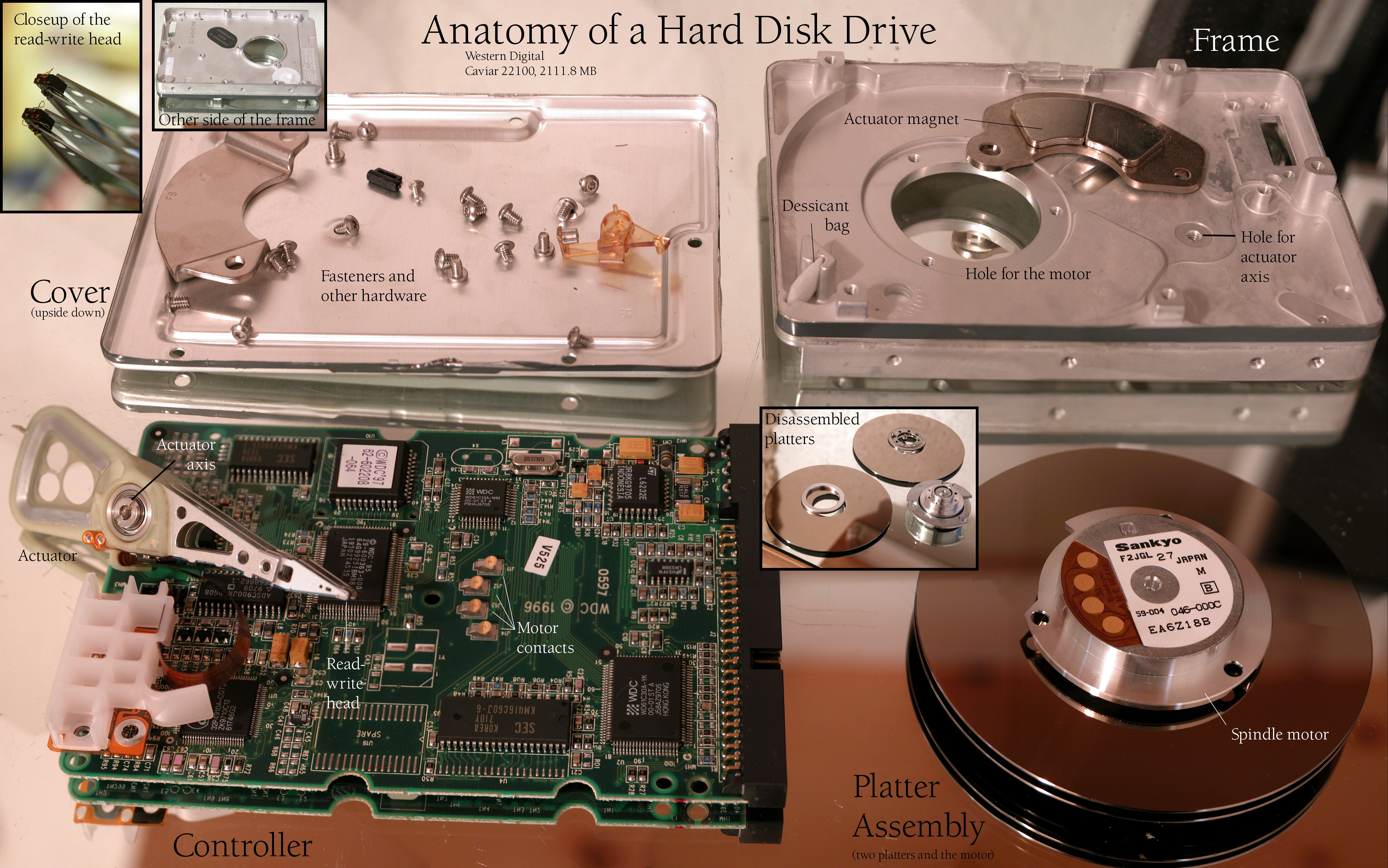
Um HDD de 1997 desmontado e rotulado em cima de um espelho

Uma unidade de disco rígido (HDD), disco rígido, hard drive, disco fixo ou disco duro popularmente chamado também de HD (derivação de HDD do inglês hard disk drive) é um dispositivo de armazenamento de dados eletromecânico que armazena e recupera dados digitais usando armazenamento magnético e um ou mais pratos rígidos de rotação rápida revestidos com material magnético. Os pratos são emparelhados com cabeças magnéticas, geralmente dispostas em um braço atuador móvel, que lê e grava dados nas superfícies dos pratos. Os dados são acessados de maneira aleatória, o que significa que blocos individuais de dados podem ser armazenados e recuperados em qualquer ordem. Os HDDs são um tipo de armazenamento não volátil, retendo os dados armazenados mesmo quando desligados. Os HDDs modernos geralmente têm a forma de uma pequena caixa retangular.
Introduzido pela IBM em 1956, os HDDs eram o dispositivo de armazenamento secundário dominante para computadores de uso geral a partir do início dos anos 1960. Os HDDs mantiveram essa posição na era moderna de servidores e computadores pessoais, embora os dispositivos de computação pessoal produzidos em grande volume, como telefones celulares e tablets, dependam de dispositivos de armazenamento de memória flash. Mais de 224 empresas produziram HDDs historicamente, embora após extensa consolidação do setor a maioria das unidades sejam fabricadas pela Seagate, Toshiba e Western Digital. Os HDDs dominam o volume de armazenamento produzido (exabytes por ano) para servidores. Embora a produção esteja crescendo lentamente (por exabytes enviados), as receitas de vendas e as remessas de unidades estão diminuindo porque as unidades de estado sólido (SSDs) possuem taxas de transferência de dados mais altas, maior densidade de armazenamento de área, confiabilidade um pouco melhor, e latência e tempos de acesso muito menores.
As receitas de SSDs, a maioria dos quais usam memória flash NAND, superam ligeiramente as de HDDs. Os produtos de armazenamento flash tiveram mais que o dobro da receita dos discos rígidos em 2017. Embora os SSDs tenham um custo por bit de quatro a nove vezes maior, eles estão substituindo os HDDs em aplicações onde velocidade, consumo de energia, tamanho pequeno, alta capacidade e durabilidade são importantes. O custo por bit para SSDs está caindo, e o preço premium em relação aos HDDs diminuiu.
As principais características de um HDD são sua capacidade e desempenho. A capacidade é especificada em prefixos correspondentes a potências de 1000: uma unidade de 1 terabyte (TB) tem uma capacidade de 1.000 gigabyte (GB; onde 1 gigabyte = 1 bilhão (109) bytes). Normalmente, parte da capacidade de um disco rígido não está disponível para o usuário porque é usada pelo sistema de arquivos e pelo sistema operacional do computador, e possivelmente redundância embutida para correção e recuperação de erros. Também há confusão em relação à capacidade de armazenamento, já que as capacidades são declaradas em gigabytes decimais (potências de 1000) pelos fabricantes de HDD, enquanto os sistemas operacionais mais usados relatam capacidade em potências de 1024, o que resulta em um número menor do que o anunciado. O desempenho é especificado pelo tempo necessário para mover os cabeçotes para uma pista ou cilindro (tempo médio de acesso) adicionando o tempo que leva para o setor desejado se mover sob o cabeçote (latência média, que é uma função da velocidade de rotação física em rotações por minuto) e, finalmente, a velocidade com que os dados são transmitidos (taxa de dados).
Os dois formatos mais comuns para HDDS modernos são 3,5 polegadas, para computadores desktop, e 2,5 polegadas, principalmente para laptops. Os HDDs são conectados ao sistema por cabos de interface padrão, como os cabos PATA (Parallel ATA), SATA (Serial ATA), USB ou SAS (Serial Attached SCSI).

## História
Reynold B. Johnson foi a pessoa de destaque. Um inventor americano e pioneiro da computação, que por muito tempo foi funcionário da IBM. Ele é considerado hoje o "pai" da unidade de  disco rígido (popularmente conhecida como HD), e, além dessa invenção, ele também fez outras invenções que incluem equipamentos de teste automático de pontuação e a fita de videocassete.
| Parâmetro              | Começou com (1957)                                | Aprimorado para                            | Melhoria             |
| ---------------------- | ------------------------------------------------- | ------------------------------------------ | -------------------- |
| Capacidade (formatado) | 3.75 megabytes                                    | 18 terabytes (a partir de 2020)            | 4,8 milhões para um  |
| Volume físico          | 68 cubic feet (1,9 m3)                            | 2,1 cubic inches (34 cm3)                  | 56,000 para um       |
| Peso                   | 2.000 libras (910 kg)                             | 2,2 onças (62 g)                           | 15,000 para um       |
| Tempo médio de acesso  | aprox. 600 milissegundos                          | 2.5 ms a 10 ms; Depende de RW RAM          | cerca de 200 para um |
| Preço                  | US$ 9,200 por megabyte (1961; US$ 83,107 em 2021) | US$0.024 por gigabyte até 2020             | 3,46 bilhões para um |
| Densidade de dados     | 2,000 bits por polegada quadrada                  | 1.3 terabits por polegada quadrada em 2015 | 650 milhões para um  |
| Vida útil média        | c. MTBF 2000 horas[carece de fontes?]             | c. 2,500,000 horas (~285 anos) MTBF        | 1250 para um         |

A primeira unidade de disco rígido de produção da IBM, o IBM 350, foi lançado em 1957 como um componente do sistema IBM 305 RAMAC. Era aproximadamente do tamanho de duas geladeiras de tamanho médio e armazenava cinco milhões de caracteres de seis bits (3,75 megabytes) em uma pilha de 52 discos (100 superfícies usadas). O 350 tinha um único braço com duas cabeças de leitura/gravação, uma voltada para cima e outra para baixo, que se moviam horizontalmente entre um par de pratos adjacentes e verticalmente de um par de pratos para um segundo conjunto. Variantes do IBM 350 foram o IBM 355, IBM 7300 e IBM 1405.
Em 1961, a IBM anunciou, e em 1962 lançou, a unidade de armazenamento de disco IBM 1301, que substituiu o IBM 350 e unidades semelhantes. O 1301 consistia em um (para o modelo 1) ou dois (para o modelo 2) módulos, cada um contendo 25 pratos, cada prato com cerca de 1⁄8 polegadas (3,2 mm) de espessura e 24 polegadas (610 mm) de diâmetro. Enquanto as unidades de disco IBM anteriores usavam apenas duas cabeças de leitura/gravação por braço, o 1301 usava uma matriz de 48 cabeças (comb), cada matriz movendo-se horizontalmente como uma única unidade, uma cabeça por superfície usada. Modo Cilindro as operações de leitura/gravação foram suportadas e as cabeças voaram cerca de 250 micropolegadas (cerca de 6 µm) acima da superfície do prato. O movimento da matriz de cabeça dependia de um sistema adicionador binário de atuadores hidráulicos que assegurava o posicionamento repetível. O gabinete 1301 tinha aproximadamente o tamanho de três refrigeradores domésticos colocados lado a lado, armazenando o equivalente a cerca de 21 milhões de bytes de oito bits por módulo. O tempo de acesso foi de cerca de um quarto de segundo.
Também em 1962, a IBM introduziu a unidade de disco modelo 1311, que era do tamanho de uma máquina de lavar e armazenava dois milhões de caracteres em um pacote de disco removível. Os usuários podem comprar pacotes adicionais e trocá-los conforme necessário, como bobinas de fita magnética. Modelos posteriores de unidades removíveis, da IBM e de outros, tornaram-se a norma na maioria das instalações de computadores e atingiram capacidades de 300 megabytes no início dos anos 80. Os HDDs não removíveis eram chamados de drives de "disco fixo".
Em 1963 a IBM introduziu o 1302, com o dobro da capacidade de esteira e duas vezes mais esteiras por cilindro que o 1301. O 1302 tinha um (para o Modelo 1) ou dois (para o Modelo 2) módulos, cada um contendo um pente separado para as primeiras 250 faixas e as últimas 250 faixas.
Alguns HDDs de alto desempenho foram fabricados com um cabeçote por trilha, por exemplo, Burroughs B-475 em 1964, IBM 2305 em 1970, para que não se perdesse tempo movendo fisicamente os cabeçotes para uma trilha e a única latência era o tempo para o desejado bloco de dados para girar para a posição sob a cabeça. Conhecidos como drives de disco de cabeça fixa ou cabeça por trilha, eles eram muito caros e não estão mais em produção.
Em 1973, a IBM introduziu um novo tipo de HDD com o codinome "Winchester". Sua principal característica distintiva era que as cabeças de disco não eram completamente retiradas da pilha de pratos de disco quando a unidade era desligada. Em vez disso, as cabeças podiam "pousar" em uma área especial da superfície do disco ao girar para baixo, "decolando" novamente quando o disco for ligado mais tarde. Isso reduziu muito o custo do mecanismo do atuador do cabeçote, mas impedia a remoção apenas dos discos da unidade, como era feito com os pacores de discos da época. Em vez disso, os primeiros modelos das unidades de "tecnologia Winchester" apresentavam um módulo de disco removível, que incluía o pacote de disco e o conjunto do cabeço, deixando o motor do atuador na unidade após a remoção. Mais tarde, as unidades "Winchester" abandonaram o conceito de mídia removível e retornaram aos pratos não removíveis.
Em 1974, a IBM introduziu o atuador de braço oscilante, viabilizado porque as cabeças de gravação Winchester funcionam bem quando inclinadas para as faixas gravadas. O design simples do drive IBM GV (Gulliver), inventado no Hursley Labs da IBM no Reino Unido, tornou-se a invenção eletromecânica mais licenciada da IBM de todos os tempos, o atuador e o sistema de filtragem foram adotados na década de 1980, eventualmente, para todos os HDDs, e ainda universal quase 40 anos e 10 bilhões de braços depois.
Como a primeira unidade de pacote removível, as primeiras unidades "Winchester" usavam pratos de 14 polegadas (360 mm) de diâmetro. Em 1978, a IBM introduziu uma unidade de braço oscilante, o IBM 0680 (Piccolo), com pratos de oito polegadas, explorando a possibilidade de que pratos menores pudessem oferecer vantagens. Seguiram-se outras unidades de oito polegadas, depois unidades de 5 1⁄4 pol (130 mm), dimensionadas para substituir as unidades de disquete contemporâneas. Estes últimos destinavam-se principalmente ao então incipiente mercado de computadores pessoais (PC).
Com o tempo, à medida que as densidades de gravação aumentaram muito, outras reduções de diâmetro do disco para 3,5" e 2,5" foram consideradas ótimas. Os poderosos materiais magnéticos de terras raras tornaram-se acessíveis durante esse período e foram complementares ao projeto do atuador do braço oscilante para possibilitar os fatores de forma compactos dos HDDs modernos.
No início da década de 1980, os HDDs eram um recurso adicional raro e muito caro em PCs, mas no final da década de 1980 seu custo havia sido reduzido ao ponto de serem padrão em todos os computadores, exceto nos mais baratos.
A maioria dos HDDs no início da década de 1980 foi vendida para usuários finais de PC como subsistema externo adicional. O subsistema não foi vendido sob o nome do fabricante da unidade, mas sob o nome do fabricante do subsistema, como Corvus Systems e Tallgrass Technologies, ou sob o nome do fabricante do sistema de PC, como Apple ProFile. O IBM PC/XT em 1983 incluiu um HDD interno de 10 MB, e logo depois os HDDs internos proliferaram em computadores pessoais.
Os HDDs externos permaneceram populares por muito mais tempo no Apple Macintosh. Muitos computadores Macintosh fabricados entre 1986 e 1998 apresentavam uma porta SCSI na parte traseira, simplificando a expansão externa. Os computadores Macintosh compactos mais antigos não tinham baías de disco rígido acessíveis ao usuário (na verdade, o Macintosh 128K, Macintosh 512K e Macintosh Plus não possuíam nenhuma baia de disco rígido), portanto, nesses modelos, os discos SCSI externos eram a única opção razoável para expandir qualquer armazenamento interno.
As melhorias no HDD foram impulsionadas pelo aumento da densidade de área, listaod na tabela acima. Os aplicativos se expandiram ao longo dos anos 2000, dos computadores mainframe do final dos anos 50 à maioria dos aplicativos de armazenamento em massa, incluindo computadores e aplicativos de consumo, como armazenamento de conteúdo de entretenimento.
Nos anos 2000 e 2010, o NAND começou a suplantar os HDDs em aplicativos que exigiam portabilidade ou alto desempenho. O desempenho da NAND está melhorando mais rápido do que os HDDs, e os aplicativos para HDDs estão se deteriorando. Em 2018, o maior disco rígido tinha capacidade de 15 TB, enquanto o SSD de maior capacidade tinha 100 TB. A partir de 2018, os HDDs estavam previstos para atingir capacidades de 100 TB por volta de 2025, mas a partir de 2019 o ritmo esperado de melhoria foi reduzido para 50 TB até 2026. Formatos menores, 1,8 polegadas e abaixo, foram descontinuados por volta de 2010. O custo do armazenamento em estado sólido (NAND), representado pela lei de Moore, está melhorando mais rapidamente do que os HDDs. NAND tem uma maior elasticidade-preço da demanda do que HDDs, e isso impulsiona o crescimento do mercado. Durante o final dos anos 2000 e 2010, o ciclo de vida do produto dos HDDs entrou em uma fase madura, e a desaceleração das vendas pode indicar o início de declínio.
As inundações de 2011 na Tailândia danificaram as fábricas e impactaram negativamente o custo da unidade de disco rígido entre 2011 e 2013.
Em 2019, a Western Digital fechou sua última fábrica de HDD na Malásia devido à demanda decrescente, para se concentrar na produção de SSD. Todos os três fabricantes de HDD restantes tiveram uma demanda decrescente por seus HDDs desde 2014.

## Tecnologia

Dados binários codificados de seção transversal magnética e modulação de frequência

### Gravação magnética
Um HDD moderno grava dados magnetizando um filme fino de material ferromagnético. em ambos os lados de um disco. Mudanças sequenciais na diretação da magnetização representavam bits de dados binátios. Os dados são lidos do disco detectando as transições na magnetização. Os dados do usuário são codificados usando um esquema de codificação, como codificação limitada por comprimento de execução, que determina como os dados são representados pelas transições magnéticas.
Um projeto de HDD típico consiste em um fuso que contém discos circulares planos, chamados de pratos, que armazenam os dados gravados. Os pratos são feitos de um material não magnético, geralmente liga de alumínio, vidro ou cerâmica. Eles são revestidos com uma camada rasa de material magnético tipicamente de 10 a 20 nm de profundidade, com uma camada externa de carbono para proteção. Para referência, um pedaço de papel de cópia padrão tem 0,07-0,18 mm (70.000-180.000 nm) de espessura.

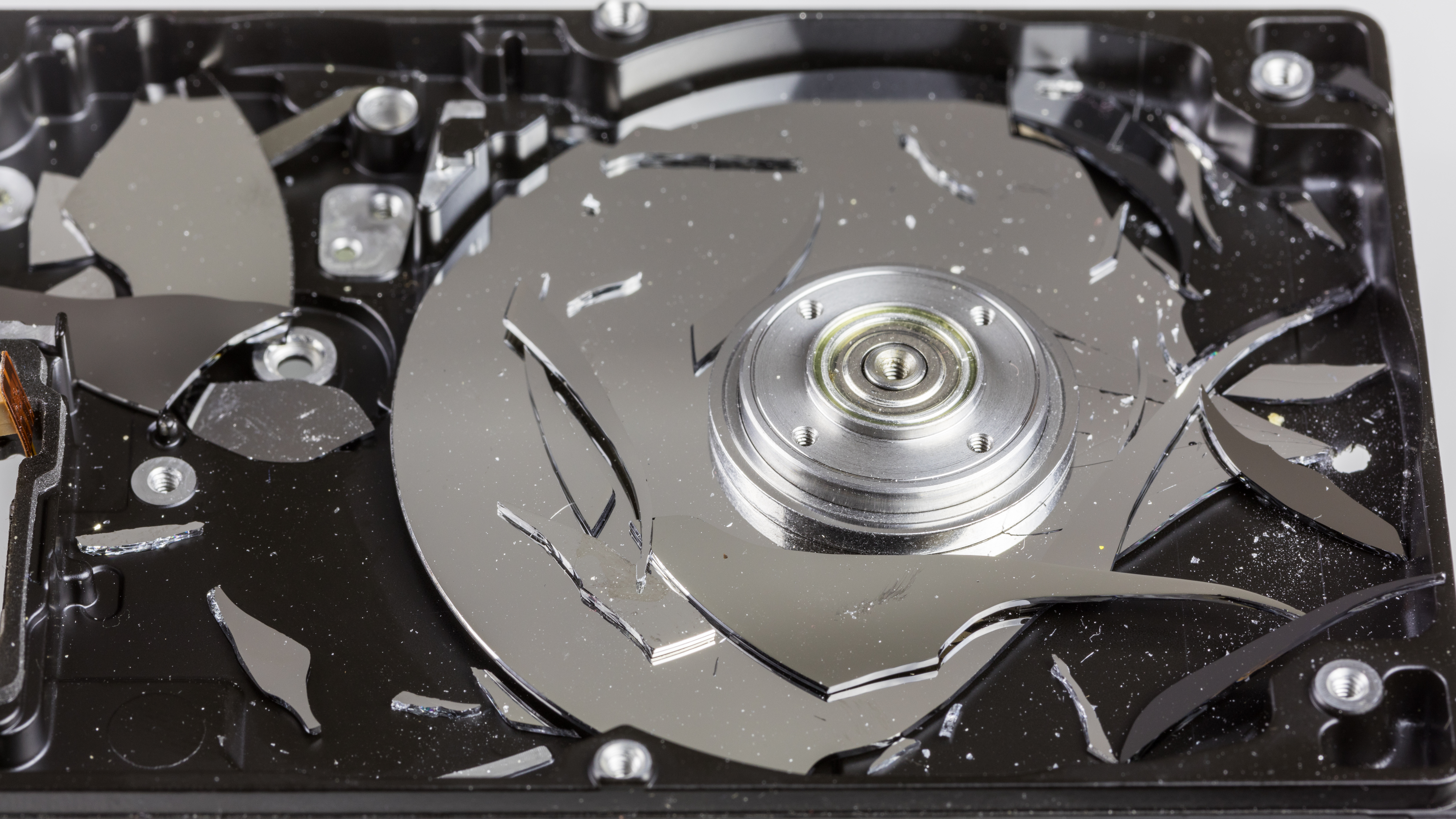
Disco rígido destruído, prato de vidro visível

Diagrama rotulando os principais componentes de um disco rígido de computador

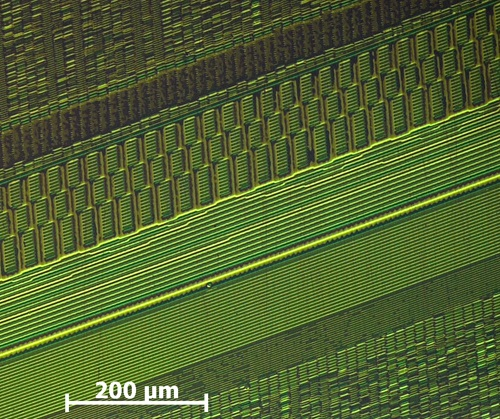
Gravação de magnetizações simples de bits em um disco rígido de 200 MB (gravação tornada visível usando CMOS-MagView).

Gravação longitudinal (padrão) e diagrama de gravação perpendicular

Os pratos de HDDs contemporâneos são girados em velocidades que variam de 4.200 RPM em dispositivos portáteis com baixo consumo de energia, a 15.000 rpm para servidores de alto desempenho. Os primeiros HDDs giravam a 1.200 rpm e, por muitos anos, 3.600 rpm era a norma. Em novembro de 2019, os pratos na maioria dos HDDs para consumidores giram a 5.400 ou 7.200 RPM.
As informações são gravadas e lidas em um prato à medida que ele gira em torno de dispositivos chamados cabeças de leitura e gravação que são posicionadas para operar muito perto da superfície magnética, com sua altura de vôo geralmente na faixa de dezenas de nanômetros. A cabeça de leitura e gravação é usada para detectar e modificar a magnetização do material que passa imediatamente sob ela.
Nos acionamentos modernos, há uma cabeça para cada superfície do prato magnético do fuso, montada em um braço comum. Um braço atuador (ou braço de acesso) move as cabeças em um arco (aproximadamente radialmente) através dos pratos enquanto giram, permitindo que cada cabeça acesse quase toda a superfície do prato enquanto gira. O braço é movido usando um atuador de bobinha de voz ou, em alguns projetos mais antigos, um motor de passo. As primeiras unidades de disco rígido gravavam dados em alguns bits constatnes por segundo, resultando em todas as faixas com a mesma quantidade de daos por faixa, mas as unidades modernas (desde a década de 1990) usam gravação de bits de zona - aumentando a velocidade de gravação da zona interna para a externa e, assim, armazenando mais dados por faixa nas zonas externas.
Nos drivers modernos, o pequeno tamanho das regiões magnéticas cria o perigo de que seu estado magnético possa ser perdido devido a efeitos térmicos - instabilidade magnética induzida termicamente que é comumente conhecida como "limite superparamagnético". Para contrariar isso, os pratos são revestidos com duas camadas magnéticas paralelas separadas por uma camada de três átomos do elemento não magnético rutênio, e as duas camadas são magnetizadas em orientações opostas, reforçando-se mutuamente. Outra tecnologia usada para superar os efeitos térmicos para permitir maiores densidades de gravação é a gravação perpendicular, lançada pela primeira vez em 2005, e a partir de 2007 usada em certos HDDs.
Em 2004, uma mídia de gravação de alta densidade foi introduzida, consistindo em camadas magnéticas macias e duras acopladas. A chamada tecnologia de armazenamento magnético de mídia de mola de troca, também conhecida como mídia composta de troca acoplada, permite uma boa capacidade de escrita devido à natureza de assistência à gravação da camada macia. No entanto, a estabilidade térmica é determinada apenas pela camada mais dura e não influenciada pela camada macia.

### Componentes

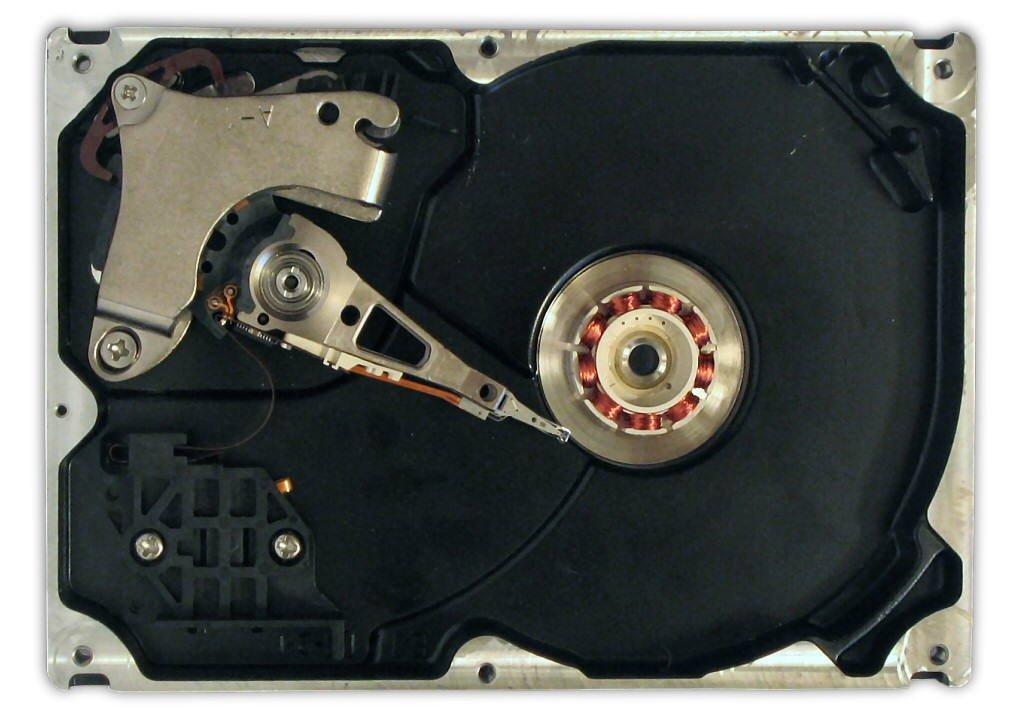
Um HDD com discos e cubo do motor removidos, expondo as bobinas do estator cor de cobre ao redor de um rolamento no centro do motor do eixo. A faixa laranja na lateral do braço é um cabo de circuito impresso fino, o rolamento do eixo está no centro e o atuador está no canto superior esquerdo.

Um HDD típico tem dois motores elétricos: um motor de eixo que gira os discos e um atuador (motor) que posiciona o conjunto do cabeçote de leitura/gravação nos discos giratórios. O motor de disco possui um rotor externo acoplado aos discos; os enrolamentos do estator são fixados no lugar. Em frente ao atuador, na extremidade do braço de suporte da cabeça, está a cabeça de leitura e gravação; cabos finos de circuido impresso conectam as cabeças de leitura e gravação aos componentes eletrônicos do amplificador montados no pivô do atuador. O braço de apoio da cabeça é muito leve, mas também rídigo; em unidades modernas, a aceleração na cabeça atinge 550 g.

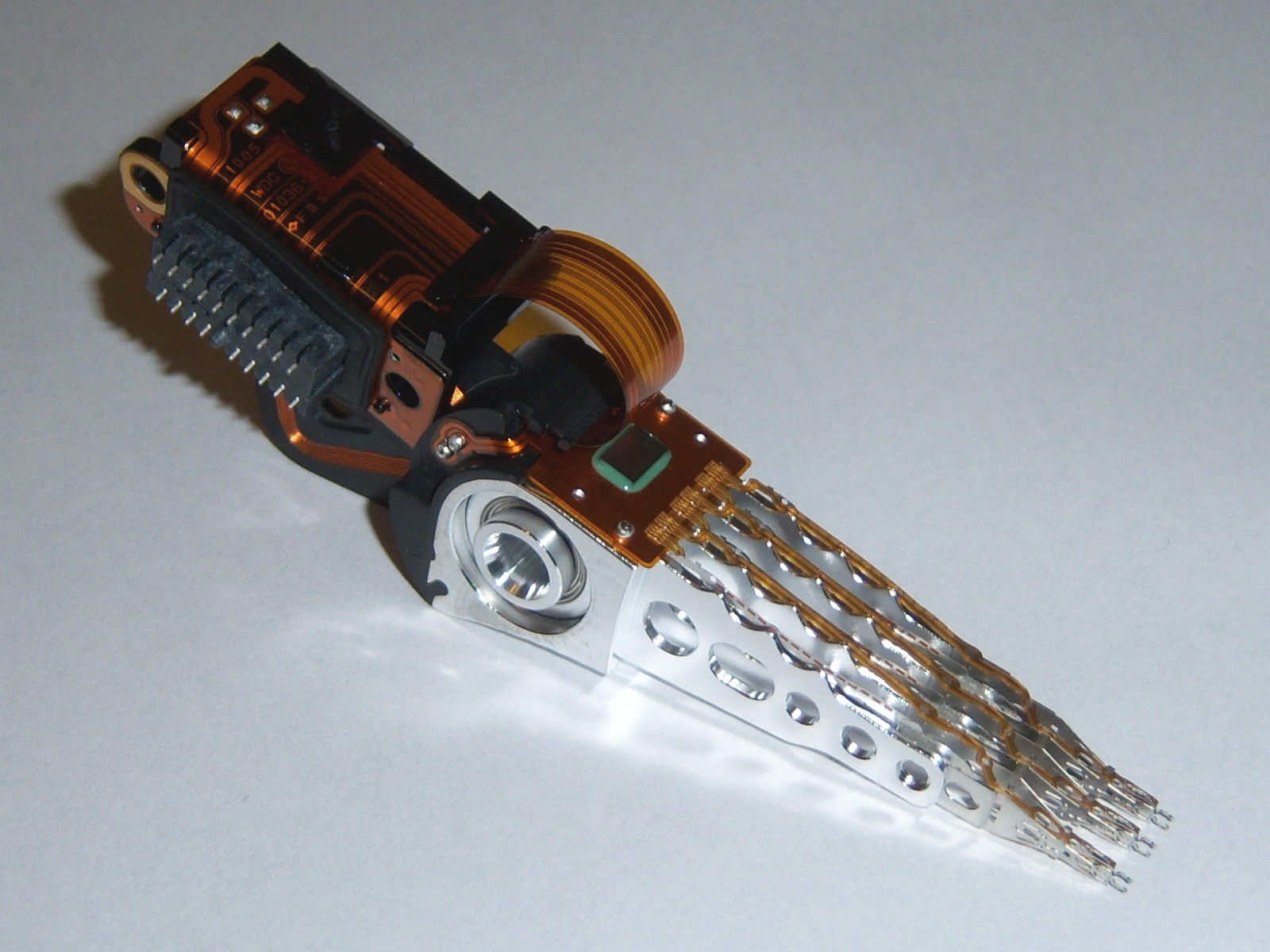
Pilha de cabeças com uma bobina de atuador à esquerda e cabeças de leitura/gravação à direita

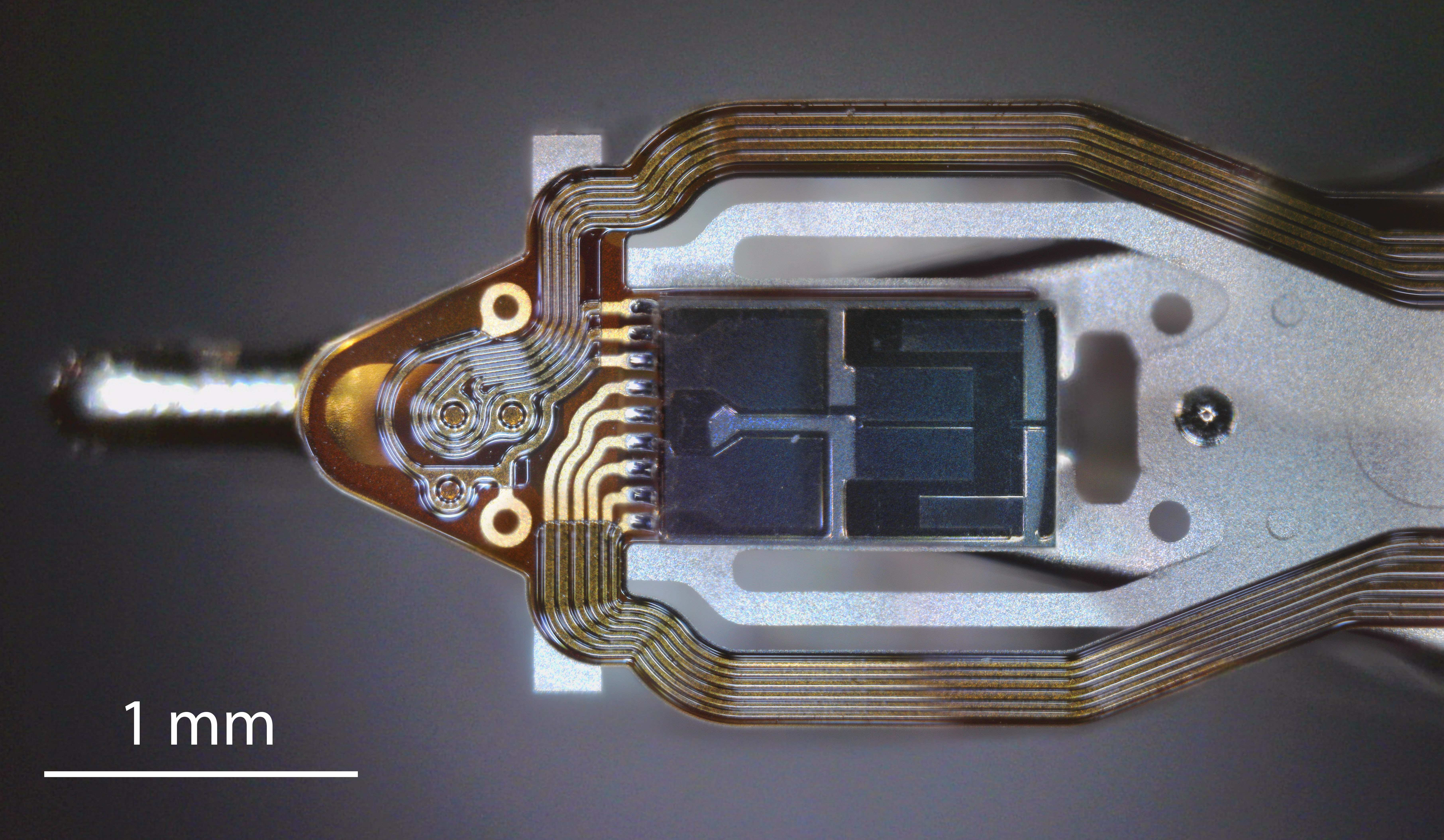
Close de um único cabeçote de leitura e gravação, mostrando o lado voltado para o prato

O atuador é um ímã permanente e bobina móvel que balança as cabeças para a posição desejada. Uma placa de metal suporta um ímã de alto fluxo de neodímio-ferro-boro. Abaixo desta placa está a bobina móvel, muitas vezes referida como bobina de voz por analogia com a bobina em falantes, que é anexada ao cubo do atuador e, abaixo disso, há um segundo ímã NIB, montado na placa inferior do motor (algumas unidades têm apenas um ímã).
A bobina de voz em si tem a forma de uma ponta de flechas e é feita de fio magnético de cobre duplamente revestido. A camada interna é isolante e a externa é termoplástica, que une a bobina depois de enrolada em uma forma, tornando-a autoportante. As porções da bobina ao longo dos dois lados da ponta da seta (que apontam para o centro do rolamento do atuador) interagem com o campo magnético do ímã fixo. A corrente fluindo radialmente para fora ao longo de um lado da ponta da seta e radialmente para dentro do outro produz a força tangencial. Se o campo magnético fosse uniforme, cada lado geraria forças opostas que se cancelariam. Portanto, a superfície do ímã é metade polo norte e metade polo sul, com a linha divisória radial no meio, fazendo com que os dois lados da bobina vejam campos magnéticos opostos e produzam forças que se somam em vez de se cancelarem. As correntes ao logo da parte superior e inferior da bobina produzem forças radiais que não giram a cabeça.
A eletrônica do HDD controla o movimento do atuador, e a rotação do disco realiza leituras e gravações sob demanda do controlador de disco. A realimentação eletrônica do drive é realizada por meio de segmentos especiais do disco dedicados à realimentação do servo. Estes são círculos concêntricos completos (no caso da tecnologia servo dedicada) ou segmentos intercalados com dados reais (no caso da tecnologia servo incorporada). O feedback do servo otimiza a relação sinal-ruído dos sensores GMR ajustando a bobina de voz do braço acionado. A rotação do disco também usa um servo motor. O firmware de disco moderno é capaz de agendar leituras e gravações com eficiência nas superfícies do prato e remapear os setores da mídia que falharam.

### Taxas de erro e tratamento
As unidades modernas fazem uso extensivo de códigos de correção de erros (ECCs), particularmente a correção de erros Reed-Solomon. Essas técnicas armazenam bits extras, determinados por fórmulas matemáticas, para cada bloco de dados; os bits extras permitem que muitos erros sejam corrigidos de forma invisível. Os próprios bits extras ocupam espaço no disco rígido, mas permitem que densidades de gravação mais altas sejam empregadas sem causar erros incorrigíveis, resultando em uma capacidade de armazenamento muito maior. Por exemplo, um disco rígido típico de 1 TB com setores de 512 bytes fornece capacidade adicional de cerca de 93 GB para os dados ECC.
Nas unidades mais recentes, a partir de 2009, os códigos de verificação de paridade de baixa densidade (LDPC) estavam suplantando Reed-Solomon; Os códigos LDPC permitem um desempenho próximo ao limite de Shannon e, portanto, fornecem a maior densidade de armazenamento disponível.
Unidades de disco rígido típicas tentam "remapear" os dados em um setor físico que está falhando em um setor físico sobressalente fornecido pelo "pool de setor sobressalente" da unidade (também chamado de "pool de reserva"), enquanto confia no ECC para recuperar dados armazenados enquanto o número de erros em um setor defeituoso ainda é baixo o suficiente. O resurso S.M.A.R.T (Tecnologia de automonitoramento, análise e relatório) conta o número total de erros em todo o HDD corrigido pelo ECC (embora não em todos os discos rígidos, pois os atributos SMART relacionados "Hardware ECC Recovered" e "Soft ECC Correction" não são suportado consistemente) e o número total de remapeamentos de setor executados, pois a ocorrência de muitos desses erros pode prever uma falha no HDD.
O "No-ID Format", desenvolvido pela IBM em meados da década de 1990, contém informações sobre quais setores estão defeituosos e onde os setores remapeados foram localizados.
Apenas uma pequena fração dos erros detectados acaba não sendo corrigível. Exemplos de taxas de erro de leitura de bit não corrigidas especificadas incluem:
- As especificações de 2013 para unidades de disco SAS corporativas indicam que a taxa de erro é um erro de leitura de bit não corrigido a cada 1016 bits lidos,[75][76]
- As especificações de 2018 para discos rígidos Sata de consumo indicam que a taxa de erro é um erro de leitura de bit não corrigido a cada 1010 bits.[77][78]

Dentro de um determinado modelo de fabricante, a taxa de erro de bit não corrigida é normalmente a mesma, independentemente da capacidade da unidade.
O pior tipo de erro são as corrupções silenciosas de dados, que são erros não detectados pelo firmware do disco ou pelo sistema operacional do host; alguns desses erros podem ser causados por mau funcionamento da unidade de disco rígido, enquanto outros se originam em outro lugar na conexão entre a unidade e o host.

### Desenvolvimento

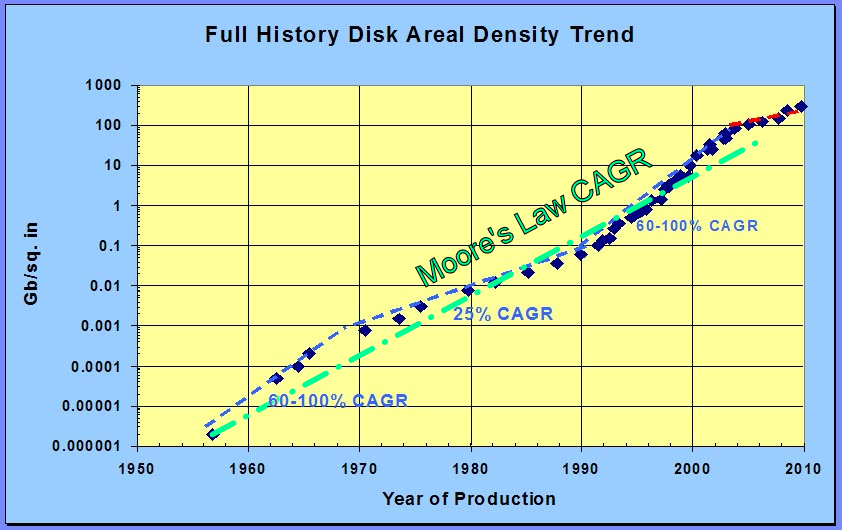
Densidades de área de disco rígido de ponta de 1956 a 2009 em comparação com a lei de Moore. Em 2016, o progresso diminuiu significativamente abaixo da tendência de densidade extrapolada.

A taxa de avanço da densidade de área foi semelhante à lei de Moore (duplicando a cada dois anos) até 2010: 60% ao ano durante 1988-1996, 100% durante 1996-2003 e 30% durante 2003-2010. Falando em 1997, Gordon Moore chamou o aumento de "surpreendente", enquanto observava mais tarde que o crescimento não pode continuar para sempre. A melhoria de preços desacelerou para -12% ao ano durante 2010-2017, à medida que o crescimento da densidade de área diminuiu. A taxa de avanço da densidade de área diminuiu para 10% ao ano durante 2010-2016, e houve dificuldade em migrar da gravação perpendicular para tecnologias mais recentes.
À medida que o tamanho da célula de bits diminui, mais dados podem ser colocados em um único prato de unidade. Em 2013, um HDD de 3 TB de desktop de protução (com quatro pratos) teria densidade de área de cerca de 500 Gbit/in2, o que equivaleria a uma célula de bits compreendendo cerca de 18 grãos magnéticos (11 por 1,6 grãos). Desde meados dos anos 2000, o progresso da densidade areal tem sido desafiado por um trilema superparamagnético envolvendo o tamanho do grão, a força magnética do grão e a capacidade da cabeça de escrever. A fim de manter a relação sinal-ruído aceitável, são necessários grãos menores; grãos menores podem se autorreverter (instabilidade eletrotérmica), a menos que sua força magnética seja aumentada, mas os materiais de cabeça de gravação conhecidos são incapazes de gerar um campo magnético forte o suficiente para gravar o meio no espaço cada vez menor ocupado pelos grãos.
Tecnologias de armazenamento magnético estão sendo desenvolvidas para resolver esse trilema e competis com unidades de estado sólido (SSDs) baseados em memória flash. Em 2013, a Seagate introduziu a Shingled magnetic recording (SMR), concebida como uma espécie de tecnologia "intermediária" entre o PMR e o sucessor pretendido da Heat-assisted magnetic recording (HAMR), o SMR utiliza faixas sobrepostas para aumentar a densidade de dados, no custo da complexidade do projeto e velocidades mais baixas de acesso a dados (especialmente velocidades de gravação e velocidades de acesso aleatório 4k).
Por outro lado, a HGST (agora parte da Western Digital) concentrou-se no desenvolvimento de maneiras de selar unidades cheias de hélio em vez do ar filtrado usual. Como a turbulência e o atrito são reduzidos, densidades de área mais altas podem ser alcançadas devido ao uso de uma largura de esteira menor, e a energia dissipada devido ao atrito também é menor, resultando em um consumo de energia menor. Além disso, mais pratos podem ser encaixados no mesmo espaço do gabinete, embora o gás hélio seja notoriamente difícil de evitar a fuga. Assim, as unidades de hélio são completamente seladas e não possuem uma porta de respiro ao contrário de suas contrapartes cheias de ar.
Outras tecnologias de gravação estão em pesquisa ou foram implementadas comercialmente para aumentar a densidade de área, incluindo a gravação magnética assistida por calor (HAMR) da Seagate. O HAMR requer uma arquitetura diferente com mídia redesenhada e cabçotes de leitura/gravação, novos lasers e novos transdutores ópticos de campo próximo. Espera-se que o HAMR seja lançado comercialmente no final de 2020 ou 2021. Problemas técnicos atrasaram a introdução do HAMR em uma década em relação às projeções anteriores de 2009, 2015, 2016, e o primeiro semestre de 2019. Algumas unidades adotaram dois braços de atuadores independentes para aumentar as velocidades de leitura/gravação e competir com SSDs. O sucessor planejado do HAMR, a bit-patterned recording (BPR), foi removido dos roteiros da Western Digital e da Seagate. A gravação magnética assistida por microondas (MAMR) da Western Digital, também conhecida com gravação magnética assistida por energia (EAMR), foi amostrada em 2020, com o primeiro drive EAMR, o Ultrastar HC550, enviado no final de 2020. Gravação magnética bidimensional (TDMR) e cabeças de magnetorresistência gigante "corrente perpendicular ao plano" (CPP/GMR) apareceram em trabalhos de pesquisa. Foi proposto um conceito de acionamento a vácuo acionado por 3D (3DHD).
A taxa de crescimento da densidade de área caiu abaixo da taxa histórica da lei de Moore de 40% ao ano. Dependendo das suposições sobre a viabilidade e o momento dessas tecnologias, a Seagate prevê que a densidade de área crescerá 20% ao ano durante 2020-2034.

## Capacidade

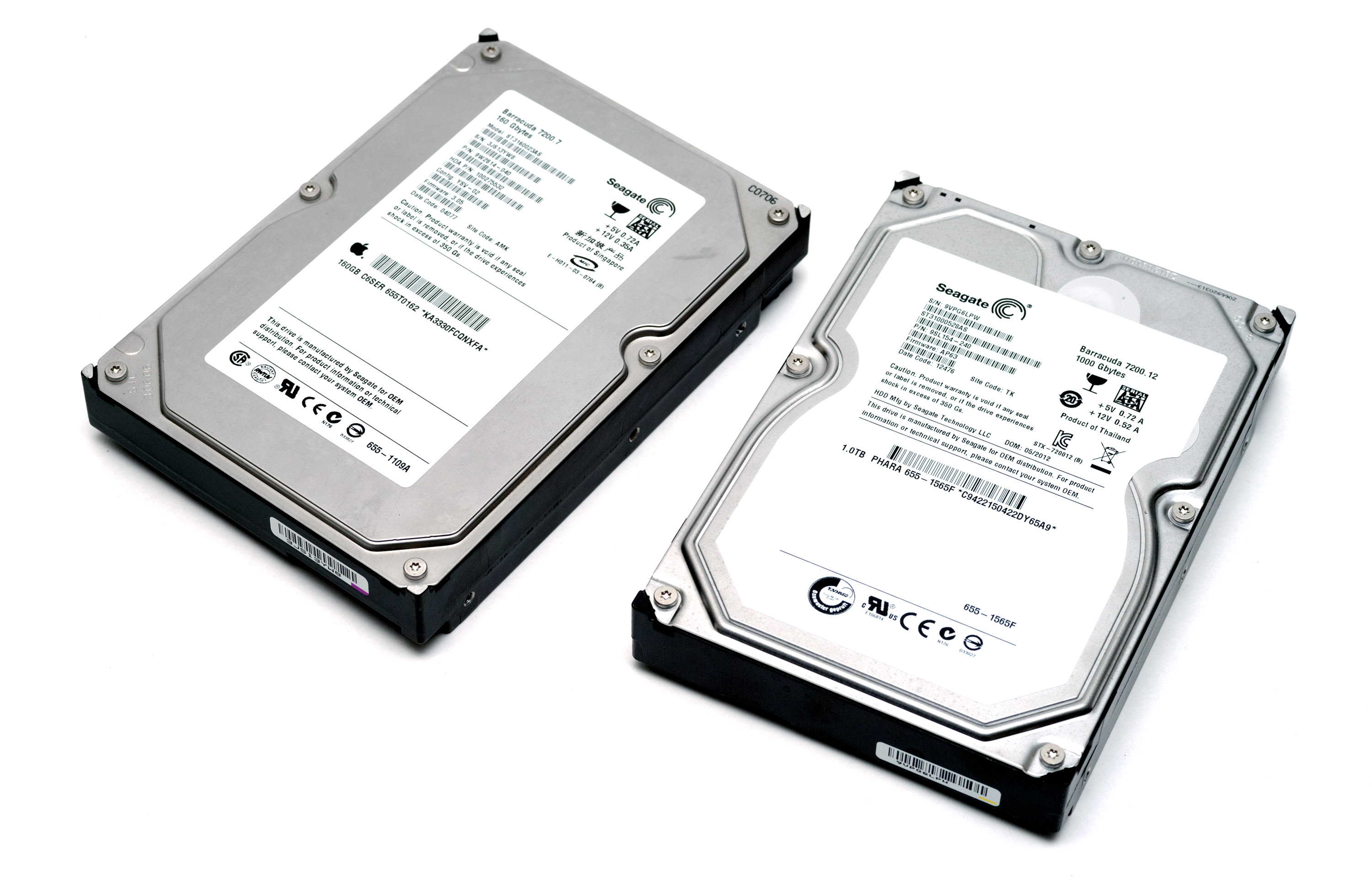
Duas unidades Seagate Barracuda, de 2003 e 2009 - respectivamente 160 GB e 1 TB. A partir de 2022, a Seagate oferece capacidades de até 20 TB.

Os HDDs de maior capacidade enviados comercialmente em 2020 são 20 TB.
A capacidade de uma unidade de disco rígido, conforme relatado por um sistema operacional ao usuário final, é menor do que a quantidade declarada pelo fabricante por vários motivos: o sistema operacional está usando algum espaço, uso de algum espaço para redundância de dados e uso de espaço para estruturas de sistema de arquivos. Além disso, a diferença na capacidade relatada em unidades prefixadas decimansi SI VS. prefixos binários pode levar a uma falsa impressão de capacidade ausente.

### Cálculo
Unidades de disco rígido modernas aparecem para seu controlador host como um conjunto contíguo de blocos lógicos, e a capacidade bruta da unidade é calculada multiplicando o número de blocos pelo tamanho do bloco. Essas informações estão disponíveis na especificação do produto do fabricante e na própria unidade por meio de uso de funções do sistema operacional que invocam comandos de unidade de baixo nível.
Algumas unidades mais antigas, por exemplo, IBM 1301, CKD, possuem registros de comprimento variável e o cálculo da capacidade deve levar em consideração as características dos registros. Alguns DASD mais recentes simulam CKD e as mesmas fórumulas de capacidade se aplicam.
A capacidade bruta de HDDs orientados a setores mais antigos é calculada como o produto do número de cilindros por zona de gravação, o número de bytes por setor (mais comumente 512) e a contagem de zonas da unidade.[carece de fontes?] Algumas unidades SATA modernas também relatam capacidades do setor da cabeça do cilindro (CHS), mas esses não são parâmetros físicos porque os valores relatados são limitados por interfaces históricas do sistema operacional. O esquema C/H/S foi substituído pelo endereçamento de blocos lógicos (LBA), um esquema de endereçamento linear simples que localiza blocos por um índice inteiro, que começa em LBA 0 para o primeiro bloco e incrementa depois. Ao usar o método C/H/S para descrever unidades grandes modernas, o número de cabeças é geralmente definido como 64, embora uma unidade de disco rígido moderna típica tenha entre um e quatro pratos. Em HDDs modernos, a capacidade sobressalente para gerenciamento de defeitos não está incluída na capacidade publicada; no entanto, em muitos HDDs antigos, um certo número de setores era reservado como sobressalente, reduzindo assim a capacidade disponível para o sistema operacional. Além disso, muitos HDDs armazenam seu firmware em uma zona de serviço reservada, que normalmente não é acessível ao usuário e não é incluída no cálculo da capacidade.
Para subsistemas RAID, os requisitos de integridade de dados e tolerãncia a falhas também reduzem a capacidade realizada. Por exemplo, um array RAID 1 tem certa de metade da capacidadde total como resultado do espelhamento de dados, enquanto um array RAID 5 com n drives perde 1/n de capacidade (o que equivale à capacidade de um único drive) devido ao armazenamento de informações de paridade. Os dados subsistemas RAID são várias unidades que parecem ser uma unidade ou mais unidades para o usuário, mas fornecem tolerância a falhas. A maioria dos fornecedores de RAID usa somas de verificação para melhorar a integridade dos dados no nível do bloco. Alguns fornecedores projetam sistemas usando HDDs com setores de 520 bytes para conter 512 bytes de dados do usuário e oito bytes de checksum, ou usando setores separados de 512 bytes para os dados de checksum.
Alguns sistemas podem usar partições ocultas para recuperação do sistema, reduzindo a capacidade disponível para o usuário final sem conhecimento de utilitários especiais de particionamento de disco, como diskpart no Windows.[carece de fontes?]

### Formatação
Os dados são armazenados em um disco rígido em uma série blocos lógicos. Cada bloco é delimitado por marcadores que identificam seu início e fim, informações de detecção e correção de erros e espaço entre os blocos para permitir pequenas variações de tempo. Esses blocos geralmente continham 512 bytes de dados utilizáveis, mas outros tamanhos foram usados. À medida que a densidade da unidade aumentou, uma iniciativa conhecida como Formato Avançado estendeu o tamanho do bloco para 4.096 byes de dados utilizáveis, resultando em uma redução significativa na quantidade de espaço em disco usado para cabeçalhos de bloco, dados de verificação de erros e espaçamento.
O processo de inicialização desses blocos lógicos nos pratos do disco físico é chamado de formatação de baixo nível, que geralmente é executado na fábrica e normalmente não é alterado em campo. A formatação de alto nível grava estruturas de dados no disco. Isso inclui gravar estruturas de partição e sistema de arquivos em blocos lógicos selecionados. Por exemplo, parte do espaço em disco será usado para armazenar um diretório de nomes de arquivos em disco e uma lista de blocos lógicos associados a um arquivo específico.
Exemplos de esquema de mapeamento de particção incluem Master Boot Record (MBR) e Tabela de partição GUID (GPT). Exemplos de estruturas de dados armazenadas em disco para recuperar arquivos incluem a File Allocation Table (FAT) no sistema de arquivos DOS e inodes em muitos sistemas arquivos Unix, bem como outras estruturas de dados do sistema operacional (também conhecidas como metadados). Como consequência, nem todo o espaço em um disco rígido está disponível para os arquivos do usuário, mas essa sobrecarga do sistema geralmente é pequena em comparação com os dados do usuário.

### Unidades
| Capacidade anunciada pelos fabricantes | Capacidade anunciada pelos fabricantes | Capacidade esperada por alguns consumidores | Capacidade esperada por alguns consumidores | Capacidade relatada | Capacidade relatada    |
| Capacidade anunciada pelos fabricantes | Capacidade anunciada pelos fabricantes | Capacidade esperada por alguns consumidores | Capacidade esperada por alguns consumidores | Windows             | macOS ver 10.6+        |
| Com prefixo                            | Bytes                                  | Bytes                                       | Dif.                                        | Windows             | macOS ver 10.6+        |
| -------------------------------------- | -------------------------------------- | ------------------------------------------- | ------------------------------------------- | ------------------- | ---------------------- |
| 100 GB                                 | 100,000,000,000                        | 107,374,182,400                             | 7.37%                                       | 93.1 GB             | 100 GB                 |
| 1 TB                                   | 1,000,000,000,000                      | 1,099,511,627,776                           | 9.95%                                       | 931 GB              | 1,000 GB, 1,000,000 MB |

Nos primórdios da computação, a capacidade total dos HDDs era especificada em 7 a 9 dígitos decimais frequentemente truncados com o idioma milhões. Na década de 1970, a capacidade total de HDDs foi dada pelos fabricantes usando prefixos decimais SI, como megabytes (1 MB = 1.000.000 bytes), gigabytes (1 GB = 1.000.000.000 bytes) e terabytes (1 TB = 1.000.000.000.000 bytes). No entanto, as capacidades de memória são geralmente citadas usando uma interpretação binária dos prefixos, ou seja, usando potências de 1024 em vez de 1000.
O software informa a capacidade do disco rígido ou da memória em diferentes formas usando prefixos decimais ou binários. A família de sistemas operacionais Microsoft Windows usa a convenção binária ao relatar a capacidade de armazenamento, portanto, um HDD oferecido por seu fabricante como uma unidade de 1 TB é relatado por esses sistemas operacionais como um HDD de 931 GB. O Mac OS X 10.6 ("Snow Leopard") usa a convenção decimal ao relatar a capacidade do HDD. O comportamento padrão do utilitário de linha de comando df é relatar a capacidade do HDD como um número de unidades de 1024 bytes.
A diferença entre a interpretação do prefixo decimal e binário causou alguma confusão no consumidor e levou a ações coletivas contra os fabricantes de HDD. Os demandantes argumentaram que o uso de prefixos decimais efetivamente enganou os consumidores, enquanto os réus negaram qualquer irregularidade ou responsabilidade, afirmando que seu marketing e publicidade cumpriram em todos os aspectos com a lei e que nenhum membro da classe sofreu danos ou lesões.

## Evolução do preço
O preço do HDD por byte diminuiu a uma taxa de 40% ao ano durante 1988-1996, 51% ao ano durante 1996-2003 e 34% ao ano durante 2003-2010. A queda de preços desacelerou para 13% ao no durante 2011-2014, à medida que o aumento da densidade de área desacelerou e as inundações na Tailândia em 2011 danificaram as instalações de fabricação e se mantiveram em 11% ao ano durante 2010-2017.
A Federal Reserve Board publicou um índice de preços ajustado à qualidade para sistemas de armazenamento corporativo de grande escala, incluindo três ou mais HDDs corporativos e controladores, racks e cabos associados. Os preços desses sistemas de armazenamento em grande escala diminuíram a uma taxa de 40% ao ano durante 2004-2009 e 22% ao ano durante 2009-2014.

## Fatores de forma

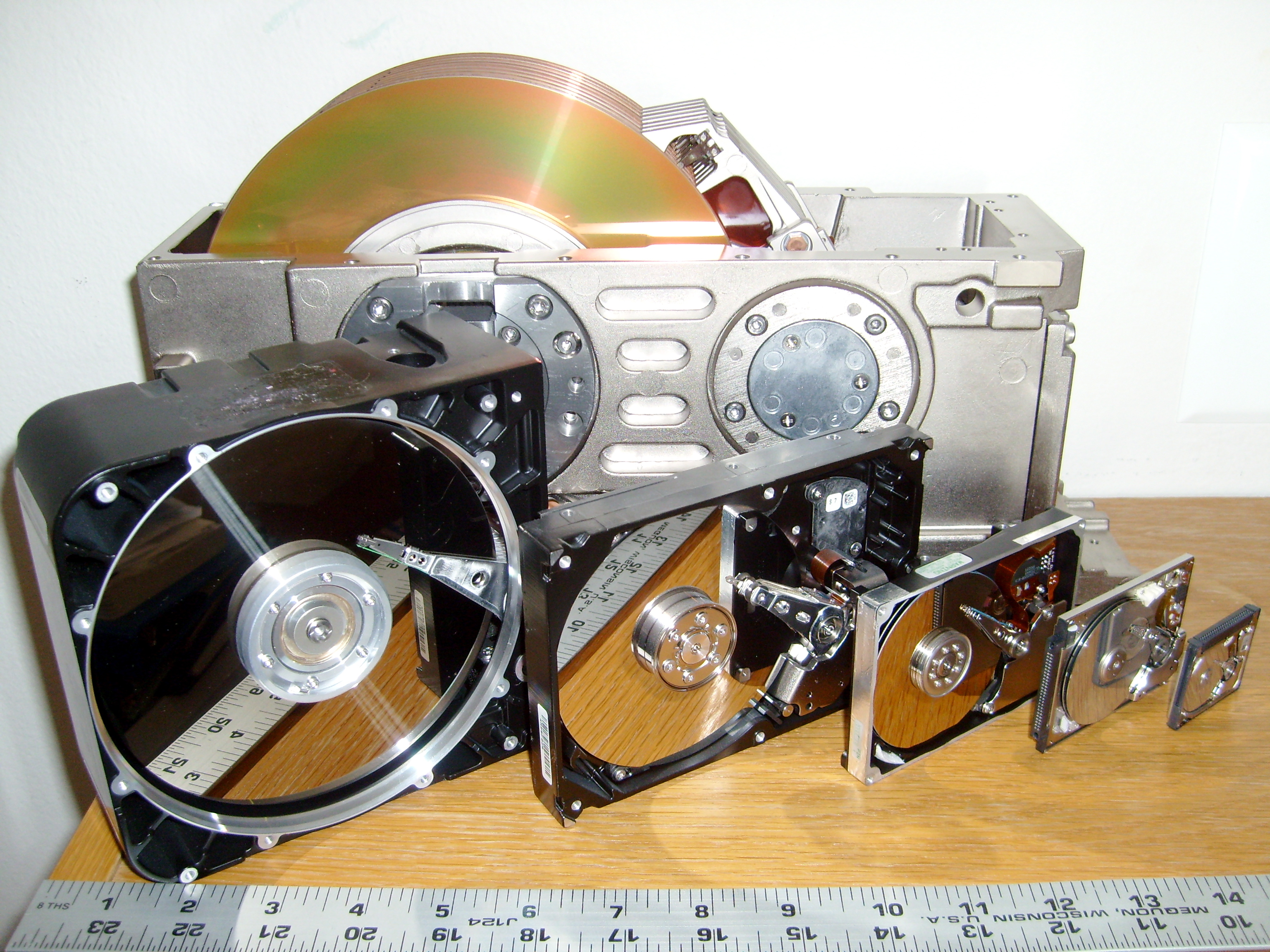
HDDs de 8, 5,25, 3,5, 2,5, 1,8 e 1 polegada, juntamente com uma régua para mostrar o tamanho dos pratos e das cabeças de leitura e gravação

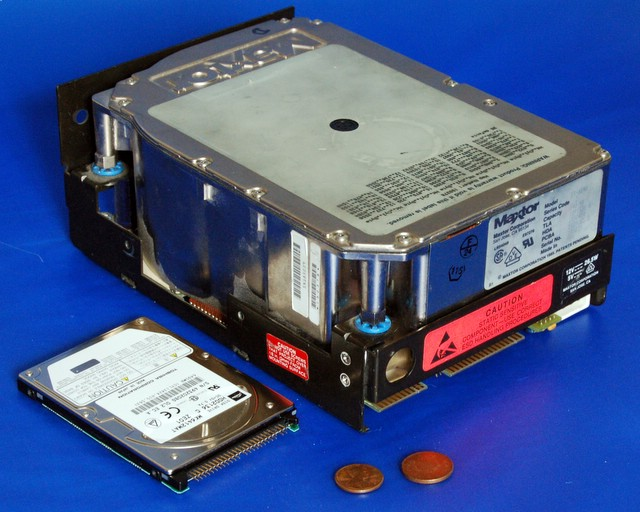
Um novo HDD de 6.495 MB de 2,5 polegadas (63,5 mm) em comparação com um HDD de 110 MB de altura total de 5,25 polegadas mais antigo

O primeiro disco rígido da IBM, o IBM 350, usava uma pilha de cinquenta pratos de 24 polegadas, armazenava 3,75 MB de dados (aproximadamente o tamanho de uma imagem digital moderna0 e tinha um tamanho comparável a dois grandes refrigeradores. Em 1962, a IBM lançou seu disco modelo 1311, que usava seis pratos de 14 polegadas (tamanho nominal) em um pacote removível e era aproximadamente do tamanho de uma máquina de lavar. Isso se tornou um tamanho de prato padrão por muitos anos, usado também por outros fabricantes. O IBM 2314 usou travessas do mesmo tamanho em um pacote de onze alturas e introduziu o layout "unidade em gaveta", às vezes chamado de "forno de pizza", embora a "gaveta" não fosse a unidade completa. Na década de 1970, os HDDs eram oferecidos em gabinetes independentes de dimensões variadas contendo de um a quatro HDDs.
A partir do final da década de 1960, foram oferecidos unidades que se encaixavam inteiramente em um chassi que seria montado em um rack de 19 polegadas. O RK05 e o RL01 da Digital foram os primeiros exemplos usando pratos únicos de 14 polegadas em pacotes removíveis, a unidade inteira cabendo em um espaço de rack de 10,5 polegadas de altura (seis unidades de rack). Em meados da década de 1980, o Fujitsu Eagle de tamanho semelhante, que usava (coincidentemente) pratos de 10,5 polegadas, era um produto popular.
Com o aumento das vendas de microcomputadores com unidades de disquete (FDDs) integradas, HDDs que se encaixassem nas montagens de FDD tornaram-se desejáveis. Começando com o Shugart Associates SA1000, os fatores de forma do HDD seguiram inicialmente os das unidades de disquete de 8 polegadas, 5¼ polegadas e 3½ polegadas. Embora referido por esses tamanhos nominais, os tamanhos reais para essas três unidades, respectivamente, são 9,5", 5,75" e 4" de largura. Como não havia unidades de disquete menores, formatos de HDD menores, como unidades de 2½ polegadas (na verdade, 2,75" de largura) desenvolvidos a partir de ofertas de produtos ou padrões do setor.
A partir de 2019, os discos rígidos de 2½ e 3½ polegadas são os tamanhos mais populares. Em 2009, todos os fabricantes descontinuaram o desenvolvimento de novos produtos para os formatos de 1,3 polegadas, 1 polegada e 0,85 polegadas devido à queda dos preços da memória flash, que não possui partes móveis. Enquanto os tamanhos nominais estão em polegadas, as dimensões reais são especificadas em milímetros.

## Características de desempenho
Os fatores que limitam o tempo para acessar os dados em um HDD estão relacionados principalmente à natureza mecânica dos discos rotativos e das cabeças móveis, incluindo:
- O tempo de busca é medida de quanto tempo leva para o conjunto do cabeçote viajar até a trilha do disco que contém dados.
- A latência rotacional ocorre porque o setor de disco desejado pode não estar diretamente sob o cabeçote quando a transferência de dados é solicitada. A latência rotacional média é mostrada na tabela, com base na relação estatística de que a latência média é metade do período rotacional.
- A taxa de bits ou taxa de transferência de dados (uma vez que o cabeçote está na posição correta) gera um atraso que é função do número de blocos transferidos; normalmente relativamente pequeno, mas pode ser bastante longo com a transferência de grandes arquivos contíguos.

O atraso também pode ocorrer se os discos da unidade forem interrompidos para economizar energia.
A desfragmentação é um procedimento usado para minimizar o atraso na recuperação de dados movendo itens relacionados para áreas fisicamente próximas no disco. Alguns sistemas operacionais de computador realizam a desfragmentação automaticamente. Embora a desfragmentação automática tenha como objetivo reduzir os atrasos de acesso, o desempenho será reduzido temporariamente enquanto o procedimento estiver em andamento.
O tempo para acessar os dados pode ser melhorado aumentando a velocidade de rotação (reduzindo assim a latência) ou reduzindo o tempo gasto na busca. Aumentar a densidade de área aumenta a taxa de transferência aumentando a taxa de dados e aumentando a quantidade de dados sob um conjunto de cabeças, reduzindo potencialmente a atividade de busca para a determinada quantidade de dados. O tempo para acessar os dados não acompanhou o aumento da taxa de transferência, que por si só não acompanhou o crescimento da densidade de bits e da capacidade de armazenamento.

### Latência
| Velocidade de rotação [rpm] | Latência rotacional média [ms] |
| --------------------------- | ------------------------------ |
| 15,000                      | 2                              |
| 10,000                      | 3                              |
| 7,200                       | 4.16                           |
| 5,400                       | 5.55                           |
| 4,800                       | 6.25                           |

### Taxa de transferência de dados
A partir de 2010, um HDD de desktop típico de 7.200 rpm tem uma taxa de transferência de dados "disco para buffer" sustentada de até 1.030 Mbit/s. Esta taxa depende da localização da pista; a taxa é maior para dados nas trilhas externas (onde há mais setores de dados por rotação) e menor para as trilhas internas (onde há menos setores de dados por rotação); e geralmente é um pouco maior para unidades de 10.000 rpm. Um padrão atual amplamente usado para a interface "buffer-to-computer" é 3.0 Gbit/s SATA, que pode enviar cerca de 300 megabytes/s (codificação de 10 bits) do buffer para o computador e, portanto, ainda está confortavelmente à frente das taxas de transferência de disco para buffer atuais. A taxa de transferência de dados (leitura/gravação) pode ser medida gravando um arquivo grande no disco usando ferramentas especiais de geração de arquivos e, em seguida, lendo o arquivo. A taxa de transferência pode ser influenciada pela fragmentação do sistema de arquivos e pelo layout dos arquivos.
A taxa de transferência de dados do HDD depende da velocidade de rotação dos pratos e da densidade de gravação dos dados. Como o calor e a vibração limitam a velocidade de rotação, o avanço da densidade se torna o principal método para melhorar as taxas de transferência sequencial. Velocidades mais altas exigem um motor de eixo mais potente, que cria mais calor. Enquanto a densidade de área avança aumentando tanto o número de trilhas no disco quanto o número de setores por trilha, apenas o último aumenta a taxa de transferência de dados para uma determinada rpm. Como o desempenho da taxa de transferência de dados rastreia apenas um dos dois componentes da densidade de área, seu desempenho melhora a uma taxa menor.

### Outras considerações
Outras considerações de desempenho incluem preço ajustado à qualidade, consumo de energia, ruído audível e resistência a choques operacionais e não operacionais.

## Acesso e interfaces

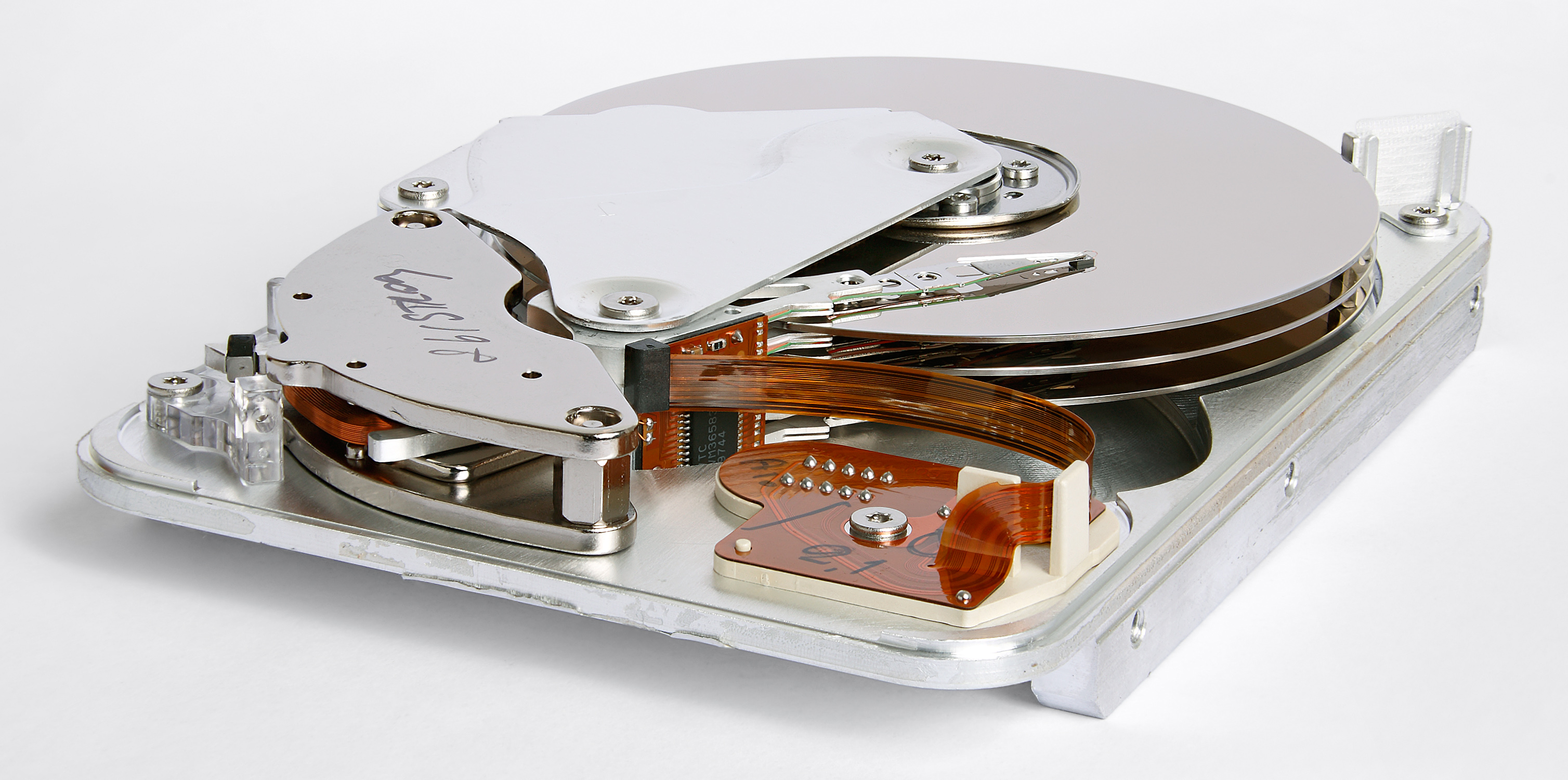
Vista interna de um Seagate HDD de 1998 que usava a interface Parallel ATA

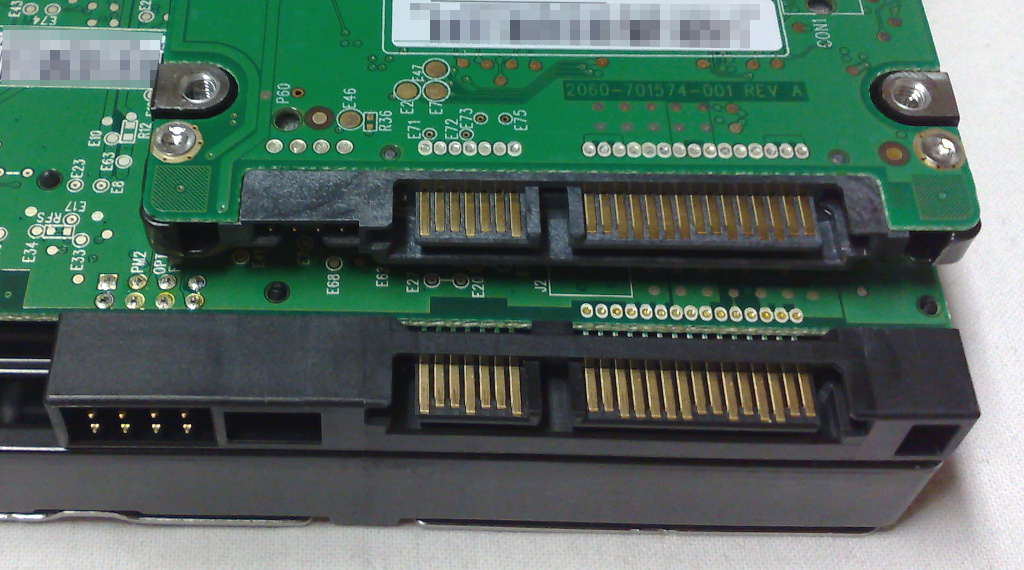
Unidade SATA de 2,5 polegadas na parte superior da unidade SATA de 3,5 polegadas, mostrando close-up de dados (7 pinos) e conectores de alimentação (15 pinos)

Os discos rígidos atuais se conectam a um computador por meio de um dos vários tipos de barramento, incluindo ATA paralelo, Serial ATA, SCSI, Serial Attached SCSI (SAS) e Fibre channel. Algumas unidades, especialmente unidades portáteis externas, usam IEEE 1394 ou USB. Todas essas interfaces são digitais; a eletrônica no drive processa os sinais analógicos das cabeças de leitura/gravação. As unidades atuais apresentam uma interface consistente com o resto do computador, independente do tamanho do esquema de codificação de dados usado internamente e indepente do número físico de discos e cabeças dentro da unidade.
Normalmente, um DSP na eletrônica dentro do drive pega as tensões analógicas brutas do cabeçote de leitura e usa a correção de erros PRML e Reed–Solomon para decodificar os dados e, em seguida, envia esses dados pela interface padrão. Esse DSP também observa a taxa de erros detectada pela detecção e correção de erros e realiza remapeamento de setores defeituosos, coleta de dados para Automonitoramento, Análise e Tecnologia de Relatórios e outras tarefas internas.
As interfaces modernas conectam o inversor à interface do host com um único cabo de dados/controle. Cada drive também possui cabo de alimentação adicional, geralmente direto da fonte de alimentação. As interfaces mais antigas tinham cabos separados para sinais de dados e para sinais de controle do inversor.
- Small Computer System Interface (SCSI), originalmente chamado SASI para Shugart Associates System Interface, era padrão em servidores, estações de trabalho, computadores Commodore Amiga, Atari ST e Apple Macintosh em meados da década de 1990, quando a maioria dos modelos foi transferida para interfaces mais recentes. O limite de comprimento do cabo de dados permite dispositivos SCSI externos. O conjunto de comandos SCSI ainda é usado na interface SAS mais moderna.
- Integrated Drive Electronics (IDE), posteriormente padronizado sob o nome AT Attachment (ATA, com o alias PATA (Parallel ATA) adicionado retroativamente após a introdução do SATA) moveu o controlador HDD da placa de interface para a unidade de disco. Isso ajudou a padronizar a interface host/controlador, reduzir o custo e a complexidade do sistema. A conexão IDE/ATA de 40 pinos transfere 16 bits de dados por vez no cabo de dados. O cabo de dados era originalmente de 40 condutores, mas depois os requisitos de velocidade mais altos levaram a um modo "ultra DMA" (UDMA) usando um cabo de 80 condutores com fios adicionais para reduzir a diafonia em alta velocidade.
- EIDE foi uma atualização não oficial (pela Western Digital) para o padrão IDE original, com a principal melhoria sendo o uso de acesso direto à memória (DMA) para transferir dados entre o disco e o computador sem o envolvimento da CPU, uma melhoria posteriormente adotada pelos padrões oficiais da ATA. Ao transferir dados diretamente entre memória e disco, o DMA elimina a necessidade de a CPU copiar byte por byte, permitindo assim processar outras tarefas enquanto a transferência de dados ocorre.
- Fibre channel (FC) é sucesso da interface SCSI paralela no mercado corporativo. É um protocolo serial. Em unidades de disco geralmente é usada a topologia de conexão Fibre Channel Arbitrated Loop (FC-AL). O FC tem um uso muito mais amplo do que meras interfaces de disco e é base das redes de área de armazenamento (SANs). Recentemente, outros protocolos para este campo, como iSCSI e ATA over Ethernet, também foram desenvolvidos. Confusamente, as unidades geralmente usam cabos de par trançado de cobre para Fibre Channel, não fibra óptica. Os últimos são tradicionalmente reservados para dispositivos maiores, como servidores ou controladores de matriz de disco.
- Serial Attached SCSI (SAS). O SAS é um protocolo de comunicação serial de nova geração para dispositivos projetados para permitir transferências de dados com velocidade muito maior e é compatível com SATA. O SAS usa um conector de alimentação e dados compatível mecanicamente com HDDs SATA1/SATA2 padrão 3,5 polegadas, e muitos controladores RAID SAS orientados a servidor também são capazes de endereçar HDDs SATA. O SAS usa comunicação serial em vez do método paralelo encontrado em dispositivos SCSI tradicionais, mas ainda usa comandos SCSI.
- Serial ATA (SATA). O cabo de dados Sata possui um par de dados para transmissão diferencial de dados para o dispositivo e um par para recebimento diferencial do dispositivo, assim como o EIA-422. Isso requer que os dados sejam transmitidos em série. Um sistema de sinalização diferencial semelhante é usado em RS-485, LocalTalk, USB, FireWire e SCSI diferencial. SATA I a III são projetados para serem compatíveis e usarem um subconjunto de comandos SAS e interfaces compatíveis. Portanto, um disco rígido SATA pode ser conectado e controlador por um controlador de disco rígido SAS (com algumas pequenas exceções, como unidades/controladores com compatibilidade limitada). No entanto, eles não podem ser conectados ao contrário - um controlador SATA não pode ser conectado a uma unidade SAS.

## Integridade e fracasso

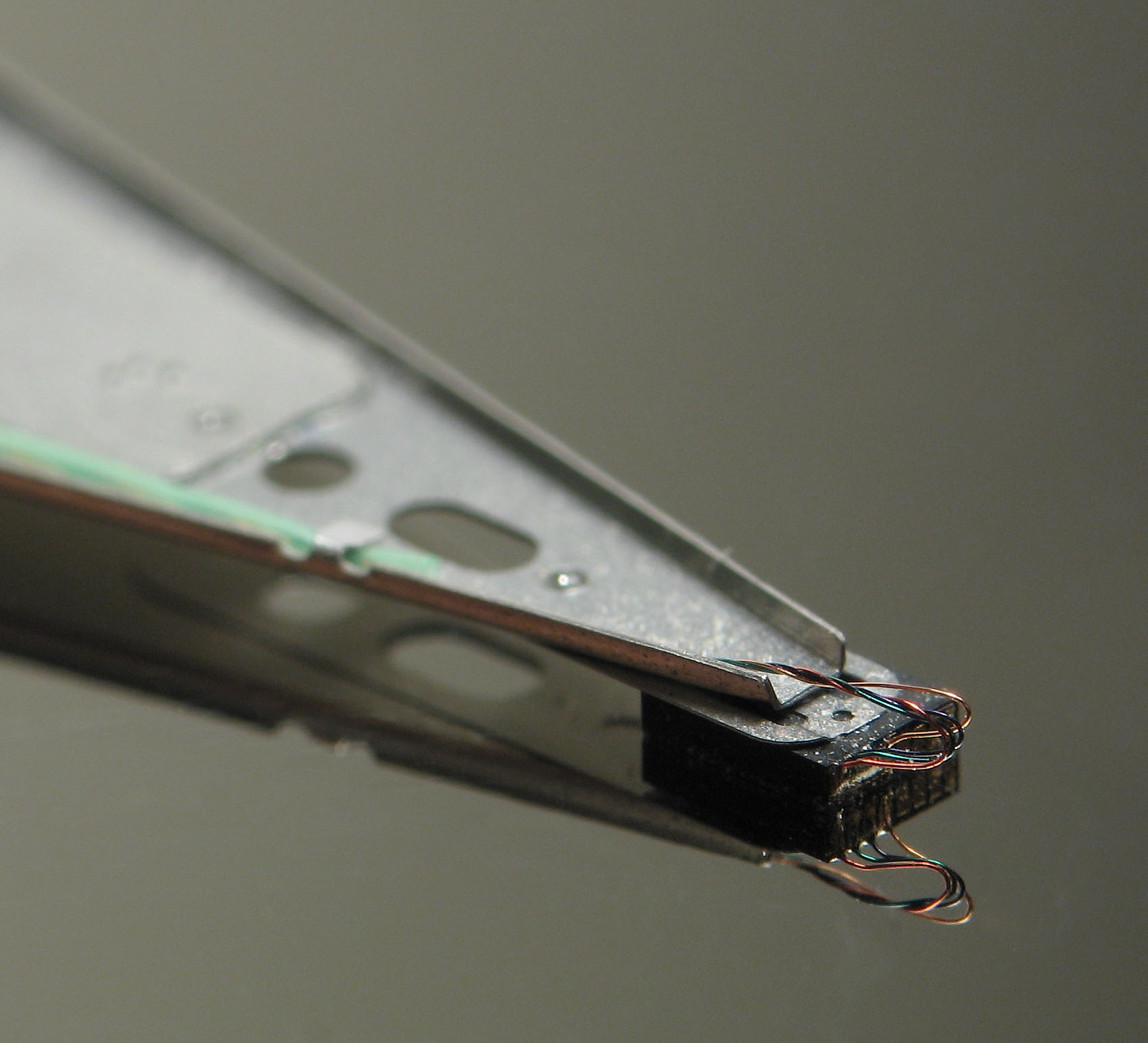
Close de uma cabeça de HDD apoiada em um prato de disco; seu reflexo no espelho é visível na superfície do prato. A menos que a cabeça esteja em uma zona de pouso, as cabeças tocando os pratos durante a operação podem ser catastróficas.

Devido ao espaçamento extremamente próximo entre os cabeçotes e a superfície do disco, os HDDs são vulneráveis a serem danificados por uma colisão do cabeçote - uma falha do disco em que o cabeçote raspa na superfície do prato, muitas vezes triturando o filme magnético fino e causando perda de dados. As colisões de cabeçote podem ser causadas por falha eletrônica, uma falha repentina de energia, choque físico, contaminação do gabinete interno da unidade, desgaste, corrosão ou pratos e cabeçotes mal fabricados.
O sistema de eixo do HDD depende da densidade do ar dentro do compartimento do disco para apoiar as cabeças em sua altura de vôo adequada enquanto o disco gira. Os HDDs requerem uma certa gama de densidades de ar para funcionar corretamente. A conexão com o ambiente externo e densidade ocorre através de um pequeno orifício no invólucro (cerca de 0,5 mm de largura), geralmente com um filtro na parte interna (o filtro de respiro). Se a densidade do ar for muito baixa, não há sustentação suficiente para o cabeçote voador, então o cabeçote fica muito perto do disco e existe o risco de quedas do cabeçote e perda de dados. Discos selados e pressurizados especialmente fabricados são necessários para operação confiável em alta altitude, acima de cerca de 3.000 m (9.800 pés). Os discos modernos incluem sensores de temperatura e ajustam sua operação ao ambiente operacional. Orifícios de respiro podem ser vistos em todas as unidades de disco - eles geralmente têm um adesivo próximo a eles, alertando ao usuário para não cobrir os orifícios. O ar dentro do acionamento de operação também está em constante movimento, sendo varrido pelo atrito com os pratos giratórios. Este ar passa por um filtro de recirculação interna (ou "recirc") para remover quaisquer contaminantes remanescentes da fabricação, quaisquer partículas ou produtos químicos que possam ter entrado de alguma forma no gabinete e quaisquer partículas ou gases gerados internamente em operação normal. A umidade muito alta presente por longos períodos de tempo pode corroer as cabeças e os pratos. Uma exceção a isso são  HDDs preenchidos com hélio e hermeticamente selados, que eliminam amplamente os problemas ambientais que podem surgir devido à umidade ou mudanças na pressão atmosférica. Esses HDDs foram introduzidos pela HGST em sua primeira implementação bem-sucedida de alto volume em 2013.
Para cabeças magnetoresistivas gigantes (GMR), em particular, uma pequena colisão da cabeça por contaminação (que não remove a superfície magnética do disco) ainda resulta no superaquecimento temporário da cabeça, devido ao atrito com a superfície do disco, e pode tornar os dados ilegíveis por um curto período até que a temperatura da cabeça se estabilize (a chamada "aspereza térmica", um problema que pode ser parcialmente resolvido pela filtragem eletrônica adequada do sinal lido).
Quando a placa lógica de um disco rígido falha, a unidade geralmente pode ser restaurada à ordem de funcionamento e os dados recuperados substituindo a placa de circuito por uma de outro disco rígido idêntico. No caso de falhas no cabeçote de leitura e gravação, eles podem ser substituídos usando ferramentas especializadas em um ambiente livre de poeira. Se os pratos de disco não estiverem danificados, eles podem ser transferidos para um gabinete idêntico e os dados podem ser copiados ou clonados em uma nova unidade. No caso de falhas no disco, a desmontagem e a geração de imagens dos discos podem ser necessárias. Para danos lógicos em sistemas de arquivos, uma variedade de ferramentas, incluindo fsck em sistemas semelhantes ao Unix e Chkdsk no Windows, podem ser usadas para recuperação de dados. A recuperação de danos lógicos pode exigir a gravação de arquivos.
Uma expectativa comum é que as unidades de disco rígido projetadas e comercializadas para uso em servidor falhem com menos frequência do que as unidades de nível de consumidor normalmente usadas em computadores desktop. No entanto, dois estudos independentes da Carnegie Mellon University e do Google descobriram que o "grau" de uma unidade não se relaciona com a taxa de falha na unidade.
Um resumo de pesquisa de 2011 sobre padrões de falha de SSD e disco magnético do Tom's Hardware resumiu os resultados da pesqusa da seguinte forma:
- O tempo médio entre falhas (MTBF) não indica confiabilidade; a taxa de falha anualizada é maior e geralmente mais relevante.
- Os HDDs não tendem a falhar durante o uso inicial e a temperatura tem apenas um efeito menor; em vez disso, as taxas de falha aumentam constantemente com a idade.
- O S.M.A.R.T. avisa sobre problemas mecânicos, mas não outros problemas que afetam a confiabilidade e, portanto, não é um indicador confiável de condição.[144]
- As taxas de falha de unidades vendidas como "empresa" e "consumidor" são "muito semelhantes", embora esses tipos de unidades sejam personalizados para seus diferentes ambientes operacionais.[145][146]
- Em matrizes de unidade, a falha de uma unidade aumenta significativamente o risco de curto prazo de uma segunda unidade falhar.

A partir de 2019, a Backblaze, um provedor de armazenamento, relatou uma taxa de falha anual de 2% ao ano para um farm de armazenamento com 110.000 HDDs prontos para uso com a confiabilidade variando amplamente entre os modelos e fabricantes. Backblaze posteriormente relatou que a taxa de falha para HDDs e SSDs de idade equivalente foi semelhante.
Para minimizar custos e superar falhas de HDDs individuais, os provedores de sistemas de armazenamento contam com matrizes de HDD redundantes. Os HDDs que falham são substituídos continuamente.

## Segmentos de mercado

### Segmento de consumo

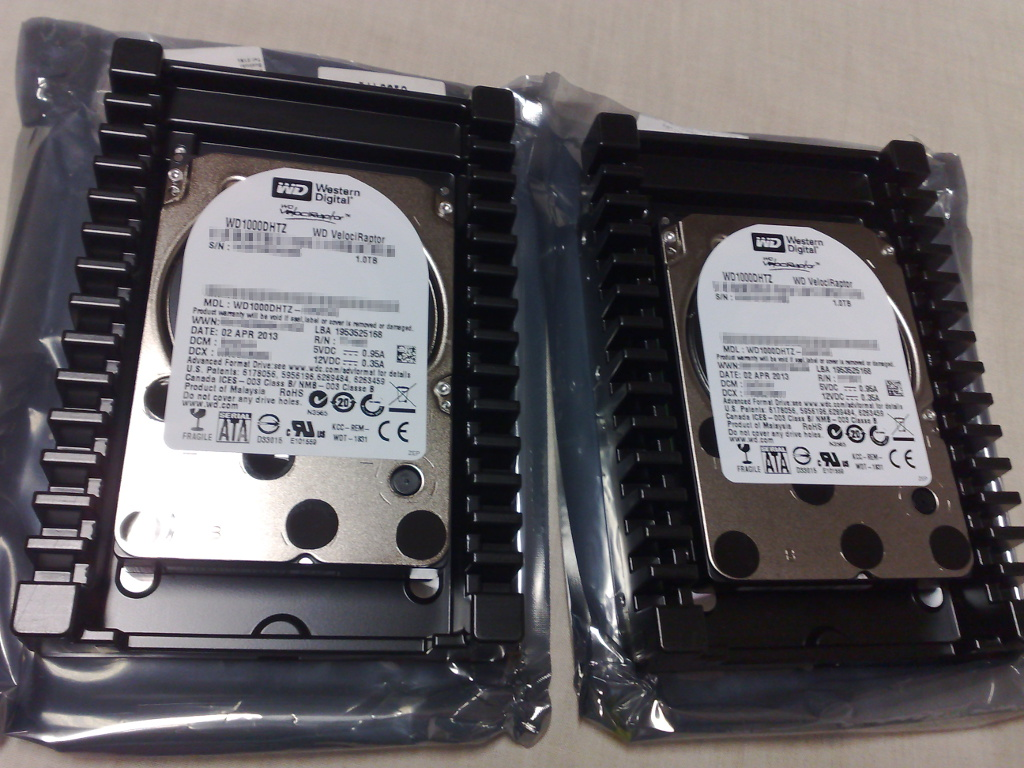
Dois HDDs SATA de 2,5 polegadas e 10.000 rpm para consumidores de última geração, montados de fábrica em quadros adaptadores de 3,5 polegadas

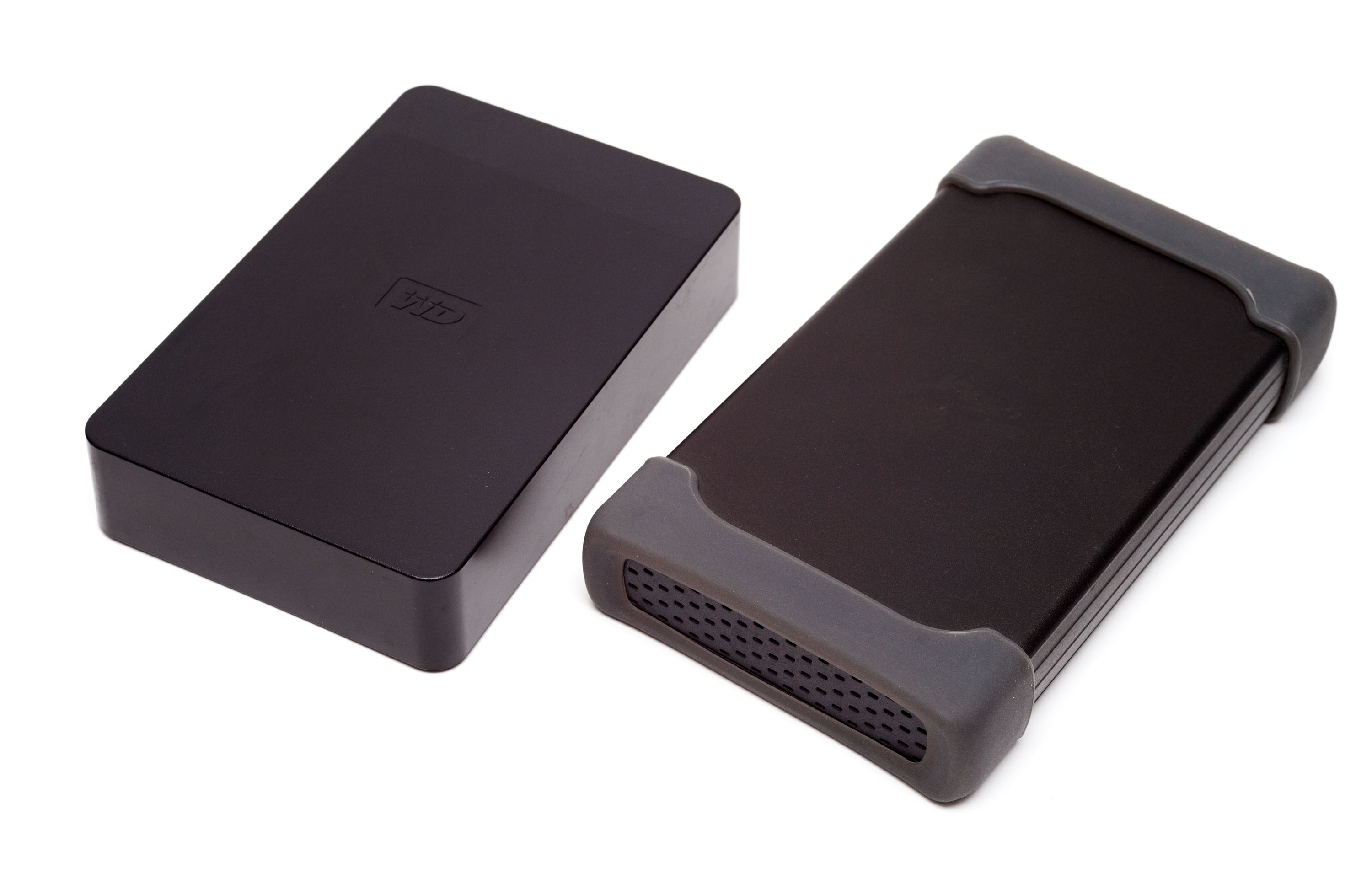
Dois discos rígidos USB externos de 2,5"

HDs de desktop
Os HDDs de desktop normalmente têm de dois a cinco pratos internos, giram de 5.400 a 10.000 rpm e têm uma taxa de transferência de mídia de 0,5 Gbit/s ou superior (1 GB = 109 bytes; 1 Gbit/s = 109 bit/s). Unidades anteriores (1980-1990) tendem a ser mais lentas na velocidade de rotação. Em maio de 2019, os HDDs de desktop de maior capacidade armazenavam 16 TB, com planos de lançar unidades de 18 TB no final de 2019. HDDs de 18 TB foram lançados em 2020. A partir de 2016, a velocidade típica de um disco rígido em um computador desktop médio é de 7.200 RPM, enquanto os computadores desktop de baixo custo podem usar unidades de 5.900 RPM ou 5.400 RPM. Por algum tempo na década de 2000 e início de 2010, alguns usuários de desktop e data centers também usaram unidades de 10.000 RPM, como Western Digital Raptor, mas essas unidades se tornaram muito mais raras a partir de 2016 e não são comumente usadas agora, tendo sido substituídas por unidades baseadas em flash NAND SSD.
HDDs móveis (laptops)
Menores do que seus equivalentes de desktop e corporativos, eles tendem a ser mais lentos e têm menor capacidade, porque normalmente têm um prato interno e têm tamanho físico de 2,5" ou 1,8" em vez de mais comum para desktops com fator de forma de 3,5'. HDDs móveis giram a 4.200 rpm, 5.200 rpm, 5.400 rpm ou 7.200rpm, sendo 5.400 rpm o mais comum. As unidades de 7.200 rpm tendem a ser mais caras e têm capacidades de armazenamento muito altas. Por causa do(s) prato(s) menor(es), os HDDs móveis geralmente têm capacidade menor do que seus equivalentes de desktop.
HDDs de eletrônicos de consumo
Eles incluvem drives embutidos em gravadores de vídeo digital e veículos automotivos. Os primeiros são configurados para fornecer uma capacidade de streaming garantida, mesmo diante de erros de leitura e gravação, enquanto os segundos são construídos para resistir a maiores quantidades de choque. Eles geralmente giram a uma velocidade de 5.400 RPM
HDs externos e portáteis
As unidades de disco rígido externas atuais normalmente se conectam via USB-C; os modelos anteriores usam um USB normal (às vezes com o uso de um par de portas para melhor largura de banda) ou (raramente), por exemplo, conexão eSATA. As variantes que usam a interface USB 2.0 geralmente têm taxas de transferência de dados mais lentas quando comparadas aos discos rígidos montados internamente conectados por meio de SATA. A funcionabilidade de unidade Plug and Play oferece compatibilidade com o sistema e apresenta grandes opções de armazenamento e design portátil. Em março de 2015, as capacidades disponíveis para unidades de disco rígido externas variavam de 500 GB a 10 TB. Os discos rígidos externos geralmente estão disponíveis como produtos integrados montados, mas também podem ser montados combinando um gabinete externo (com USB ou outra interface) com uma unidade adquirida separadamente. Eles estão disponíveis em tamanhos de 2,5 polegadas e 3,5 polegadas; As variantes de 2,5 polegadas são normalmente chamadas de unidades externas portáteis, enquanto as variantes de 3,5 polegadas são chamadas de unidades externas de desktop. As unidades "portáteis" são empacotadas em gabinetes menores e mais leves do que as unidades "desktop"; além disso, as unidades "portáteis" usam energia fornecida pela conexão USB, enquanto as unidades "desktop" requerem fontes de alimentação externas. Recursos como criptografia, conectividade Wi-Fi, segurança biométrica ou várias interfaces (por exemplo, FireWire) estão disponíveis a um custo mais alto. Existem unidades de disco rígido externas pré-montadas que, quando retiradas de seus gabinetes, não podem ser usadas internamento em um laptop ou computador de mesa devido à interface USB incorporada em suas placas de circuito impresso e à falta de interfaces Sata (ou Parallel ATA).

### Segmento empresarial e empresarial

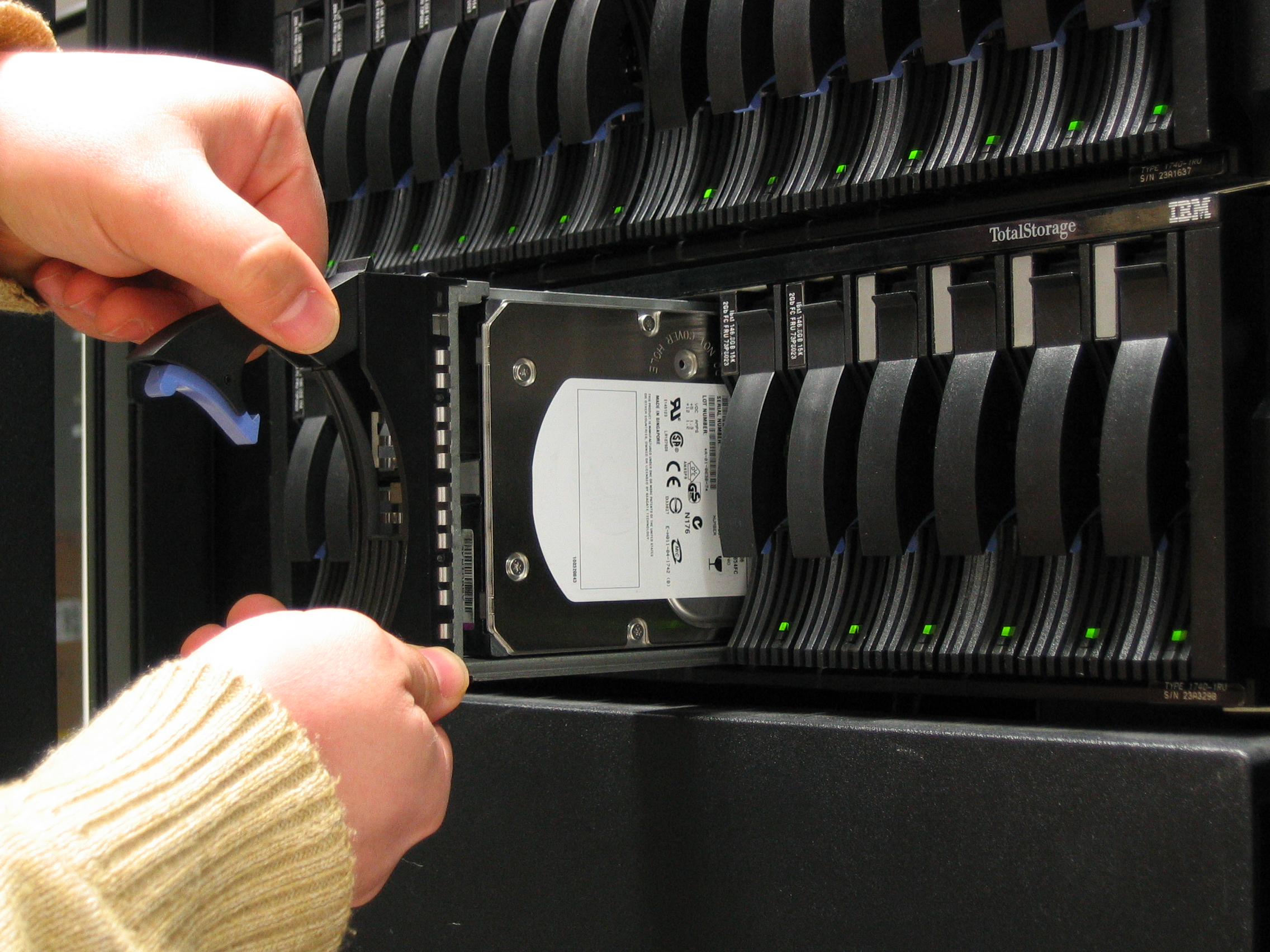
Gabinete de HDD de troca a quente

HDDs de servidor e estação de trabalho

Normalmente usado com computadores de vários usuários executando software corporativo. Exemplos são: banco de dados de processamento de transações, infraestrutura de internet (e-mail, servidor web, e-commerce), software de computação científica e software de gerenciamento de armazenamento nearline. As unidades coporativas geralmente operam continuamente ("24 horas por dia, 7 dias por semana") em ambientes exigentes, oferecendo o mais alto desempenho possível sem sacrificar a confiabilidade. A capacidade máxima não é o objetivo principal e, como resultado, as unidades geralmente são oferecidas em capacidades relativamente baixas em relação ao seu custo.
Os HDDs corporativos mais rápidos giram de 10.000 ou 15.000 rpm e podem atingir velocidades de transferência de mídia sequencia acima de 1,6 Gbit/s e uma taxa de transferênia sustentada de até 1 Gbit/s. As unidades que funcionam a 10.000 ou 15.000 rpm usam pratos menores para mitificar o aumento dos requisitos de energia (já que têm menos resistência ao ar) e, portanto, geralmente têm capacidade menor do que as unidades de desktop de maior capacidade. Os HDDs corporativos geralmente são conectados por meio de Serial Attached SCSI (SAS) ou Fibre channel (FC). Alguns suportam várias portas, para que possam ser conectados a um adaptador de barramento de host redundante.
Os HDDS corporativos podem ter tamanhos de setor maiores de 512 bytes (geralmente 520, 524, 528 ou 536 bytes). O espaço adicional por setor pode ser usado por controladores RAID de hardware ou aplicativos para armazenar dados do Data Integrity Field (DIF) ou Data Integrity Extensions (DIX), resultando em maior confiabilidade e prevenção de corrupção silenciosa de dados.
HDs de gravação de vídeo
Esta linha era semelhante aos HDDs de gravação de vídeo de consumo com requisitos de estabilidade de fluxo e semelhante aos HDDs de servidores com requisitos para suporte de expansibilidade, mas também fortemente orientados para o crescimento da capacidade interna. O principal sacrifício para este segmento é a velocidade de escrita e leitura.

## Fabricantes e vendas

Diagrama de consolidação do fabricante de HDD

Mais de 200 empresas fabricaram HDDs ao longo do tempo, mas as consolidações concentraram a produção em apenas três fabricantes hoje: Western Digital, Seagate e Toshiba. A produção é prinicpalmente na orla do Pacífico.
A receita mundial de armazenamento em disco caiu 8% ao ano, de um pico de US$ 38 bilhões em 2012 para US$ 22 bilhões (estimado) em 2019. A produção de armazenamento HDD cresceu 15% ao ano durante 2011-2017, de 335 para 780 exabytes por ano. As remessas de HDD caíram sete por cento ao ano durante esse período, de 620 para 406 milhões de unidades. As remessas de HDD foram projetadas para cair 18% durante 2018-2019, de 375 milhões para 309 milhões de unidades. Em 2018, a Seagate tem 40% das remessas de unidades, a Western Digital tem 37% das remessas de unidades, enquanto a Toshiba tem 23% das remessas de unidades. O preço médio de venda para os dois maiores fabricantes foi de US$ 60 por unidade em 2015.

## Concorrência de SSDs
Os HDDs estão sendo substituídos por unidades de estado sólido (SSDs) em mercados onde sua velocidades mais alta (até 4.950 megabytes) (4,95 gigabytes) por segundo para SSDs NVMe M.2 (NGFF) ou 2.500 megabytes (2,5 gigabytes) por segundo para unidades de placa de expansão PCIe, robustez e menor consumo de energia são mais importantes do que o preço, já que o custo de bits dos SSDs é quatro a nove vezes maior do que o dos HDDs. A partir de 2016, os HDDs têm uma taxa de falhas de 2 a 9% ao ano, enquanto os SSDs têm menos falhas: 1 a 3% ao ano. No entanto, os SSDs têm mais erros de dados incorrigíveis do que os HDDs.
Os SSDs oferecem capacidades maiores (até 100 TB) do que o maior HDD e/ou densidades de armazenamento mais altas (os SSDs de 100 TB e 30 TB são alojados em caixas de HDD de 2,5 polegadas, mas com a mesma altura que um HDD de 3,5 polegadas), embora seu custo permaneça probitivo.
Uma demonstração de laboratório de um chip NAND 3D de 1,33 Tb com 96 camadas (NAND comumente usado em unidade de estado sólido (SSDs)), tinha 5,5 Tbit/in2 a partir de 2019, enquanto a densidade de área máxima para HDDs é de 1,5 Tbit/in2. A densidade de área da memória flash está dobrando a cada dois anos, semelhante à lei de Moore (40% ao ano) e mais rápido do que os 10-20% ao ano para HDDs. A partir de 2018, a capacidade máxima era de 16 terabytes para um HDD, e 100 terabytes para um SSD. HDDs foram usados em 70% dos desktops e noteboks produzidos em 2016, e SSDs foram usados em 30%. A participação de uso de HDDs está diminuindo e pode cair abaixo de 50% em 2018-2019, de acordo com uma previsão, porque os SSDs estão substituindo HDDs de menor capacidade (menos de um terabyte) em computadores desktop e notebooks e MP3 players.
O mercado de chips de memória flash baseados em silício (NAND), usados em SSDs e outros aplicativos, está crescendo mais rápido do que para HDDs. A receita mundial de NAND cresceu 16% ao ano de US$ 22 bilhões para US$ 57 bilhões durante 2011-2017, enquanto a produção cresceu 45$ ao ano de 19 exabytes para 175 exabytes.